# Citroën 2CV
La Citroën 2CV (da leggersi in francese deux chevaux, letteralmente «due cavalli», dalla valutazione dei cavalli fiscali in Francia) è un'autovettura utilitaria prodotta dalla Casa automobilistica francese Citroën dal 1948 al 27 luglio 1990.

## Storia

### Genesi
Le prime idee inerenti alla possibilità di costruire una vettura utilitaria dai bassissimi costi e dalla grande diffusione vennero in mente ad André Citroën già durante i primi anni trenta, ma tale idea venne accantonata a favore del progetto che avrebbe originato la ben più costosa Citroën Traction Avant. Nel 1934 l'azienda si venne poi a trovare in una gravissima crisi finanziaria e come conseguenza André Citroën fu estromesso dall'azienda, dietro richiesta della Michelin, uno dei principali creditori di Citroën stesso. André Citroën, già gravemente malato, morì nell'estate del 1935.
Pierre-Jules Boulanger, nuovo capo della Citroën, rispolverò l'idea di una vettura economica, la cui diffusione doveva essere capillare, sia per contribuire alla motorizzazione di massa in Francia, sia per permettere con gli alti numeri di vendita di risollevare ulteriormente la situazione economica della Casa. Boulanger incaricò l'allora direttore dell'ufficio Maurice Brogly con le seguenti parole:
Boulanger impose inoltre che la vettura dovesse essere caratterizzata dai bassi costi di esercizio, che i lavori di ordinaria manutenzione fossero facilmente eseguibili anche dai clienti più inesperti e che la meccanica fosse facilmente accessibile. L'ultima specifica, e forse una delle più pittoresche, fu che il conducente doveva poter salire a bordo della vettura con il cappello in testa.

### La TPV
Per un personaggio tradizionalista come Brogly, tale incarico poteva sembrare un'autentica assurdità, ma in brevissimo tempo vennero affidati i compiti: la supervisione del progetto venne affidata ad André Lefèbvre che già poco tempo prima aveva progettato e realizzato la Traction Avant. Sotto di lui, Maurice Sainturat fu assegnato allo sviluppo del motore, Alphonse Forceau alla trasmissione e Jean Muratet al comparto stilistico. Il grande escluso fu Flaminio Bertoni, ritenuto troppo estroso per un progetto come quello, che voleva una vettura il cui aspetto esteriore non doveva avere alcuna rilevanza e perciò doveva essere il più economico possibile da sviluppare. Fu così che fu avviato il progetto T.P.V. (acronimo di Très Petite Voiture, ossia "vettura piccolissima").

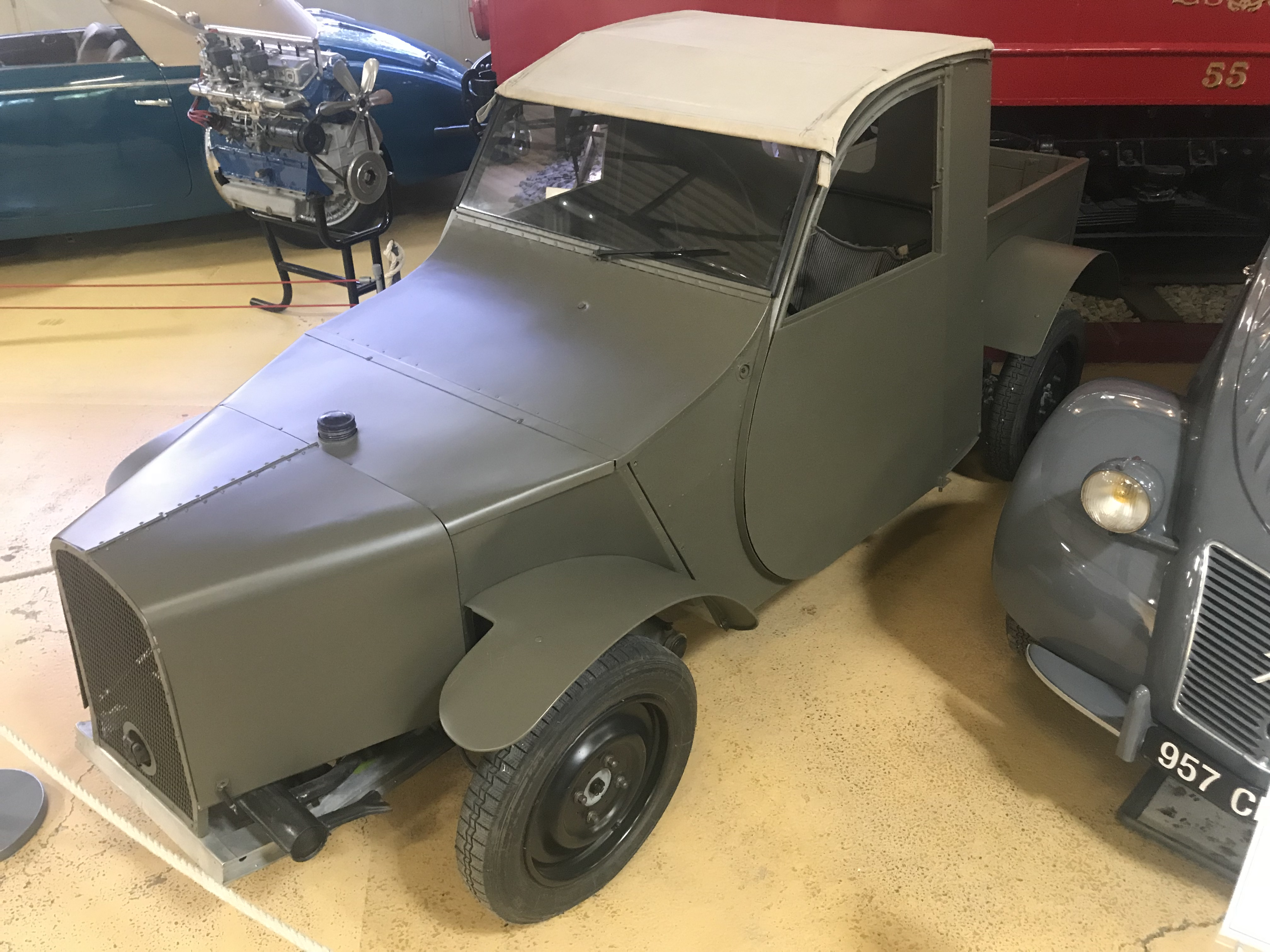
Il primissimo prototipo T.P.V.

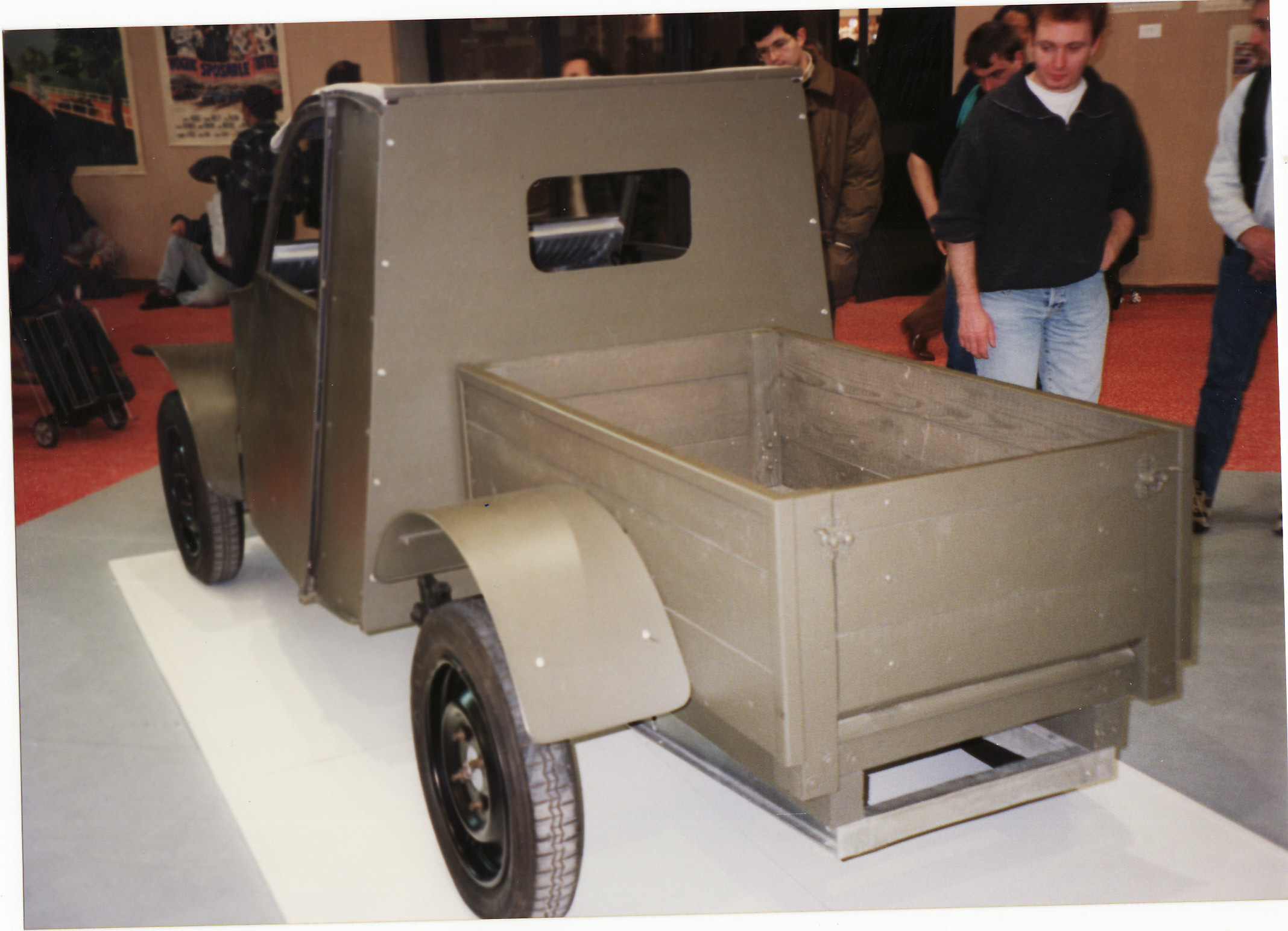
Vista posteriore

Il primo modellino in legno a grandezza naturale fu realizzato nel corso del 1936, mentre il primo prototipo marciante (dei 49 totali che si sarebbero via via avvicendati) si ebbe solo all'inizio dell'anno seguente: decisamente grezzo, tale prototipo era caratterizzato dalla completa assenza di fari e dalla struttura in lega leggera sulla quale era stato steso un telone a mo' di carrozzeria. Il motore utilizzato fu un 500 cm³, estrapolato da una motocicletta BMW. L'idea di utilizzare tale unità motrice venne a Léfèbvre dopo che questi aveva fatto uno scherzo a Bertoni, bloccando la ruota posteriore della sua moto (una BMW con motore da mezzo litro, appunto). Bertoni, non accorgendosi dello scherzo, avviò la motocicletta danneggiando la ruota posteriore. Il motore, invece, continuò a funzionare tranquillamente, fatto che suggerì a Léfèbvre di utilizzare quel motore per il primo prototipo. Tale unità motrice fece sì che, durante il primissimo test, la vettura raggiungesse addirittura i 100 km/h, ma si rivelò anche fortemente instabile a ogni curva e inoltre il motore BMW finì per cedere dopo circa mille chilometri di utilizzo. Léfèbvre ordinò di smontare tutto e ricominciare daccapo.
Con il motore BMW scartato, l'unica possibilità fu quella di realizzare un motore in proprio: per i prototipi successivi venne perciò approntato un bicilindrico raffreddato ad acqua da 375 cm³, mentre la carrozzeria venne realizzata in lega di magnesio. Sfortunatamente, durante le prove, si verificò un corto circuito che incendiò il carburante e con esso l'intera struttura in magnesio della vettura. Nel frattempo, ci si accorse che non pochi problemi stavano sorgendo nella scelta di un adeguato sistema di sospensioni: alla fine si optò per la soluzione a ruote interconnesse, con un braccio oscillante per ruota. Inoltre, venne montato anche un dispositivo anticabrata ad azionamento automatico in frenata.
Mentre i lavori proseguivano, Boulanger prendeva continuamente nota dei progressi fatti e dei problemi incontrati: a titolo di curiosità, la famosa prova di attraversamento del campo arato trasportando un paniere di uova venne realmente eseguita, e proprio da Boulanger in persona. Si dice che il patron si mise alla guida della T.P.V., con tanto di cappello in testa, compiendo un percorso (andata e ritorno) su un campo arato. Una volta sceso dalla vettura, rimase talmente soddisfatto dal risultato che volle bere un uovo per controllare che il paniere non fosse pieno di uova finte.
Al fine di mantenere top secret il prosieguo dei lavori, la famiglia Michelin decise di acquistare a La Ferté-Vidame una tenuta circondata da una cinta muraria di tre metri di altezza per ben sedici chilometri di lunghezza. Al suo interno fece costruire una pista per i collaudi che la muraglia avrebbe tenuto nascosta. Permisero l'accesso solo ai più stretti collaboratori e imposero il silenzio assoluto al di fuori delle mura di quella proprietà, pena il licenziamento. Il massimo riserbo era dovuto al fatto che in quel periodo era in corso un altro progetto volto alla realizzazione di una vettura popolare, vale a dire il Maggiolino. Nella pista di La Ferté vennero di lì in avanti condotti numerosi test con prototipi che giungevano smontati dallo stabilimento di Quai de Javel (oggi Quai André-Citroën) per essere poi assemblati nel garage interno alla proprietà di La Ferté.
Alla fine del 1938 Boulanger contava già di poter lanciare sul mercato la vettura nel giro di nove mesi, ma si era in realtà ancora lontani dall'aver risolto numerosi problemi, come la scarsa accessibilità al motore, le sospensioni troppo cedevoli e la scarsa tenuta del parabrezza in plexiglas agli agenti atmosferici. Con il tempo, tali lacune vennero colmate o comunque ridotte.

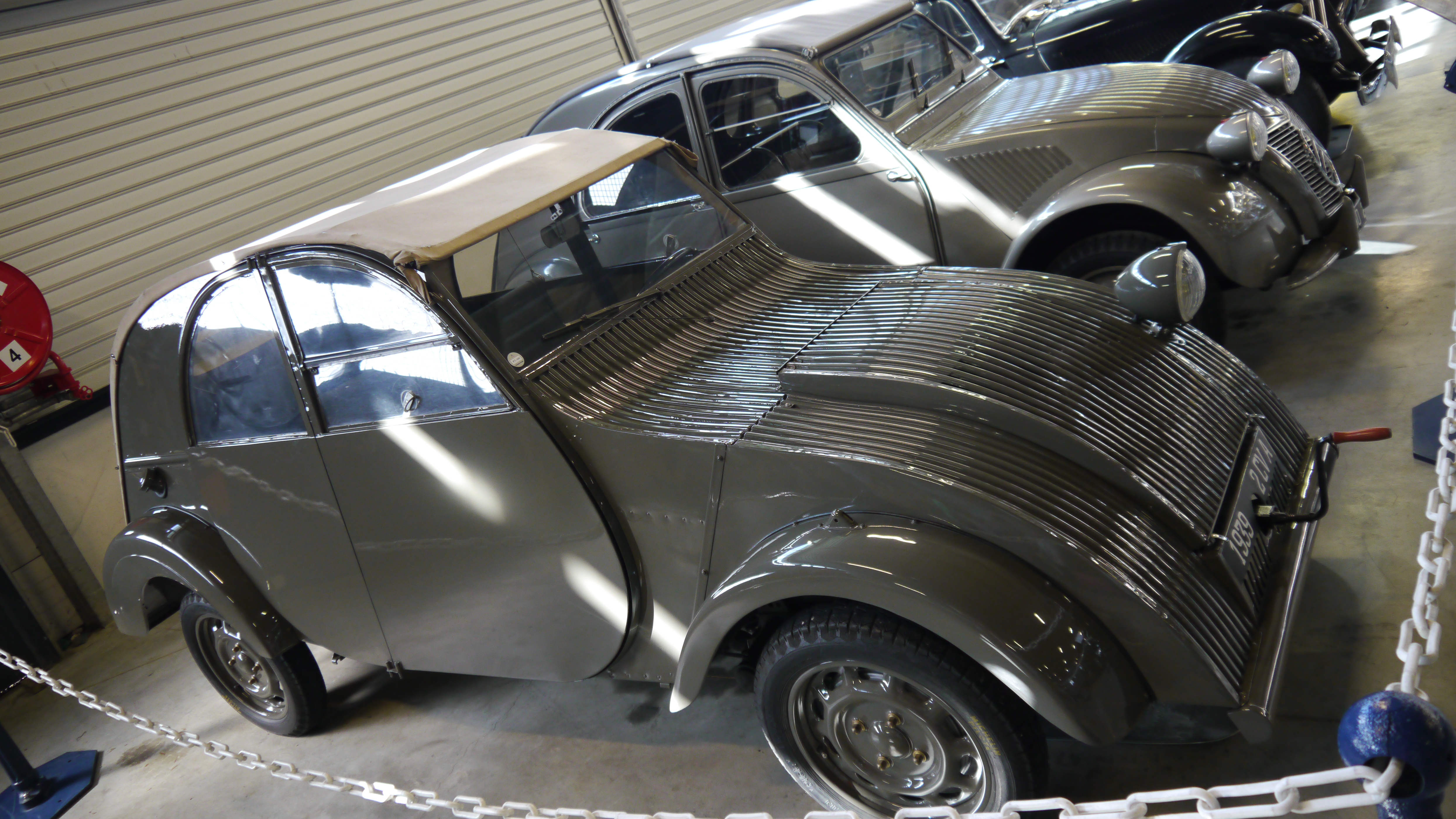
Il prototipo T.P.V. del 1939

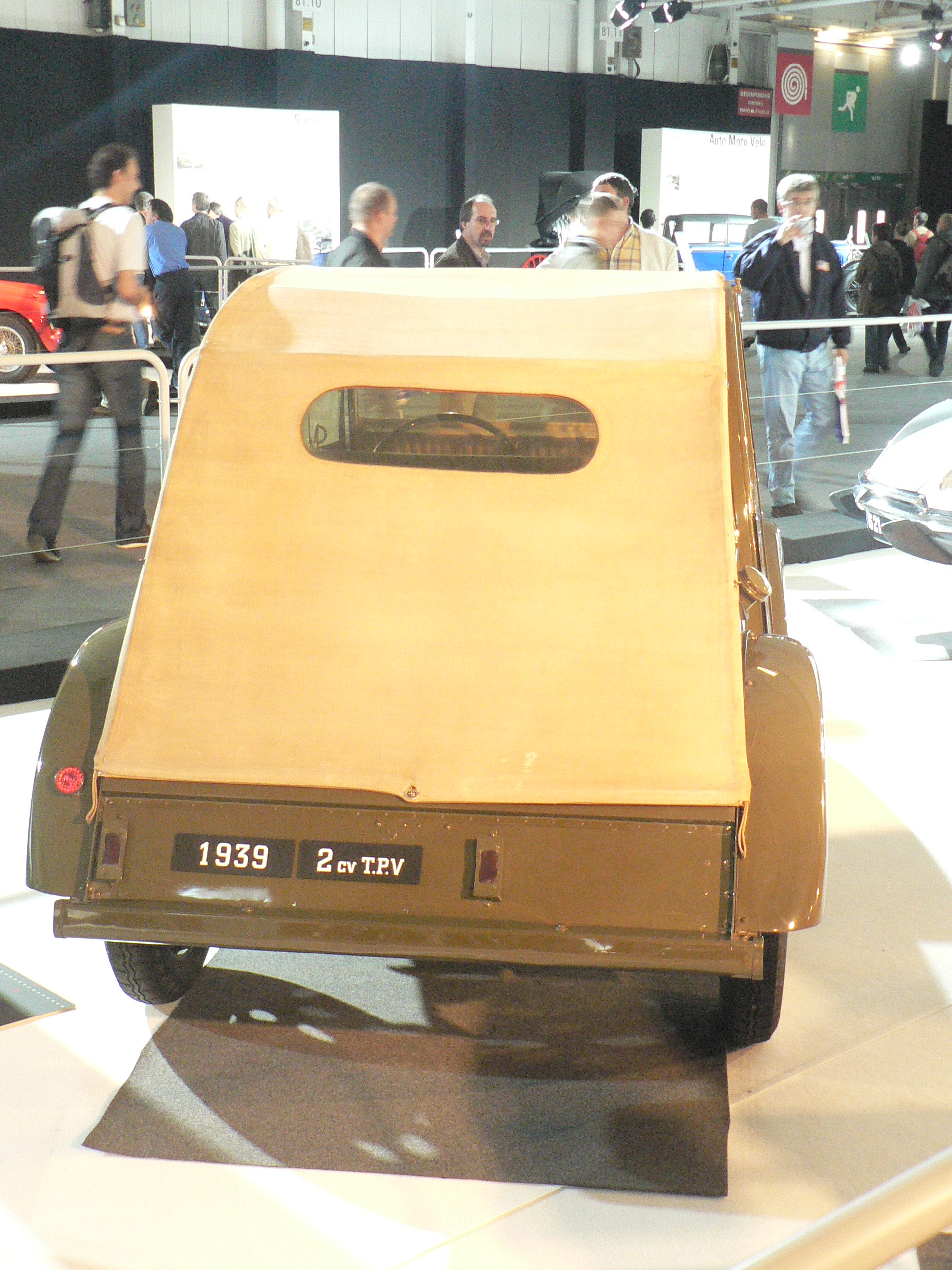
Vista posteriore

Nella primavera del 1939, finalmente, venne realizzato l'ultimo e il più famoso dei prototipi: caratterizzato dalla presenza di un solo faro anteriore sul lato sinistro (la legislazione francese dell'epoca lo permetteva), dalla carrozzeria realizzata quasi interamente in duralinox, una lega leggera in alluminio, e dal frontale, sempre in duralinox, ma con lamiera ondulata in modo da aumentarne la rigidità. L'intero tetto e il padiglione erano costituiti da un telone teso. All'interno dell'abitacolo spiccavano per la loro spartanità i semplicissimi sedili ad amaca e il posto guida completamente spoglio e costituito dal volante, dalla leva del cambio a 3 marce, dal freno a mano, da un voltmetro (unico strumento presente) e da due pulsanti (starter e accensione) che consentivano l'avviamento. Boulanger parve molto soddisfatto, tanto più se si pensa che la vettura rispettava apparentemente le specifiche imposte inizialmente. Decise quindi di far approntare una pre-serie di 250 esemplari di questa vettura e decise inoltre che la presentazione ufficiale avrebbe dovuto aver luogo nel mese di ottobre al Salone dell'automobile di Parigi. Lo scoppio della seconda guerra mondiale tuttavia costrinse Boulanger a bloccare tutto quanto. In realtà egli avrebbe voluto comunque proseguire con il lancio della nuova utilitaria, ma il protrarsi delle ostilità gli fece cambiare idea. Inoltre, si rese conto che il costo della vettura era ancora troppo elevato per il pubblico, a causa del largo impiego di leghe leggere molto più costose del normale acciaio, perciò decise di rivedere molti aspetti del progetto T.P.V., non prima di aver provveduto a distruggere quasi tutti i 250 esemplari di pre-serie per non farli cadere in mano ai nazisti. Ne rimasero tre o quattro che vennero accuratamente nascosti e che nel corso dei decenni sarebbero stati poi man mano ritrovati (l'ultimo ritrovamento risale al 1995).

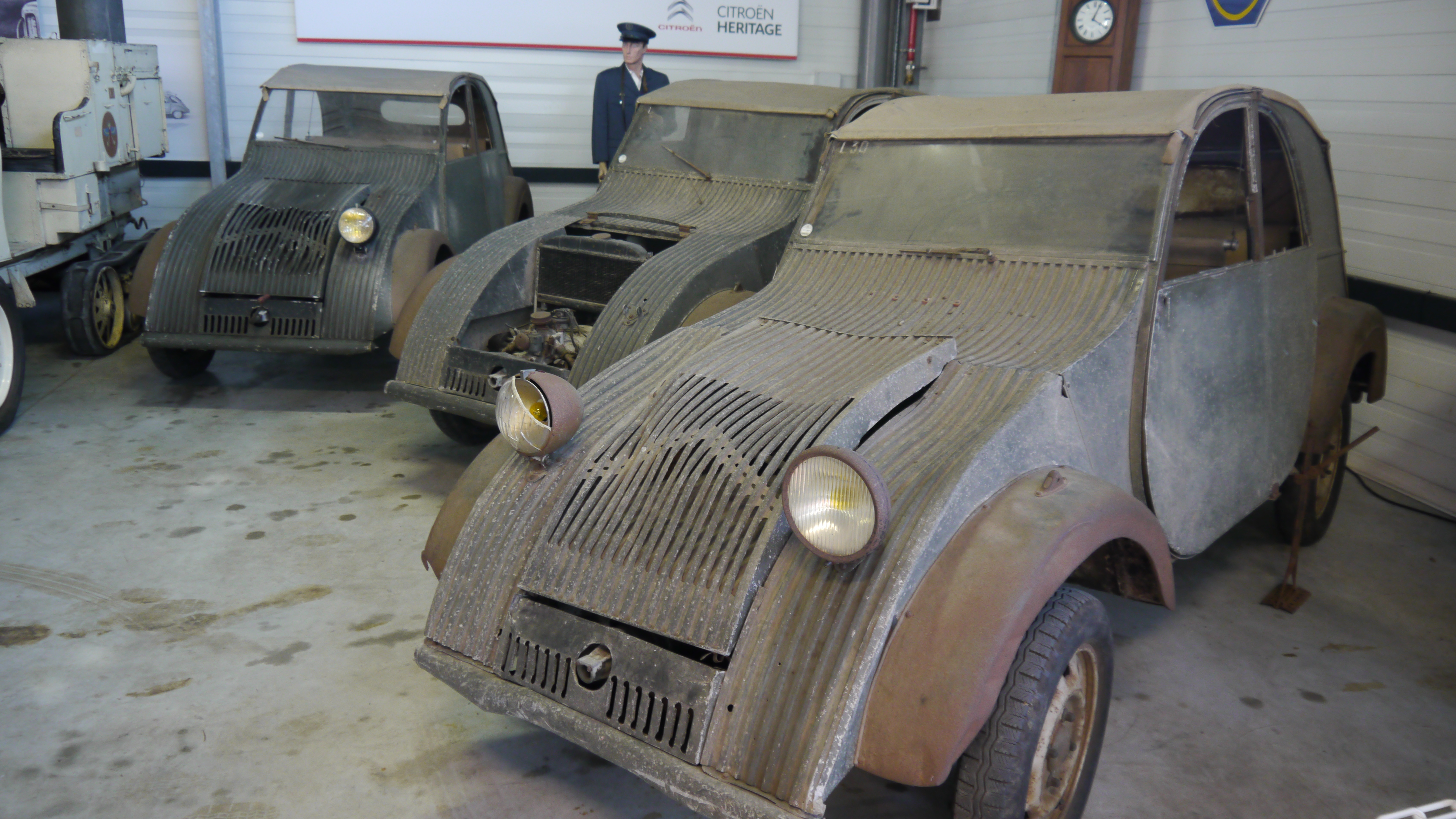
Altri T.P.V. ritrovati negli anni '90

Fu proprio durante l'occupazione nazista che tornò a inserirsi la figura di Flaminio Bertoni: questi, deluso per non essere stato coinvolto subito nel progetto T.P.V., si mise per conto proprio a plasmare con la plastilina la sagoma della vettura, per poi presentarla a Boulanger. Quest'ultimo la prese inizialmente molto male, perché in effetti la vettura rappresentata da Bertoni era decisamente più gradevole del prototipo del 1939, ma Boulanger aveva sempre imposto che l'estetica doveva assumere un ruolo marginale nel progetto T.P.V. In seguito, però, riconosciuto l'effettivo valore stilistico del modellino, lo stesso "patron" della Citroën riprese proprio le linee proposte da Bertoni per la vettura definitiva, coinvolgendo finalmente il designer italiano nel progetto, in maniera tale da modernizzare il prototipo del 1939, le cui linee stavano divenendo via via sempre più superate.

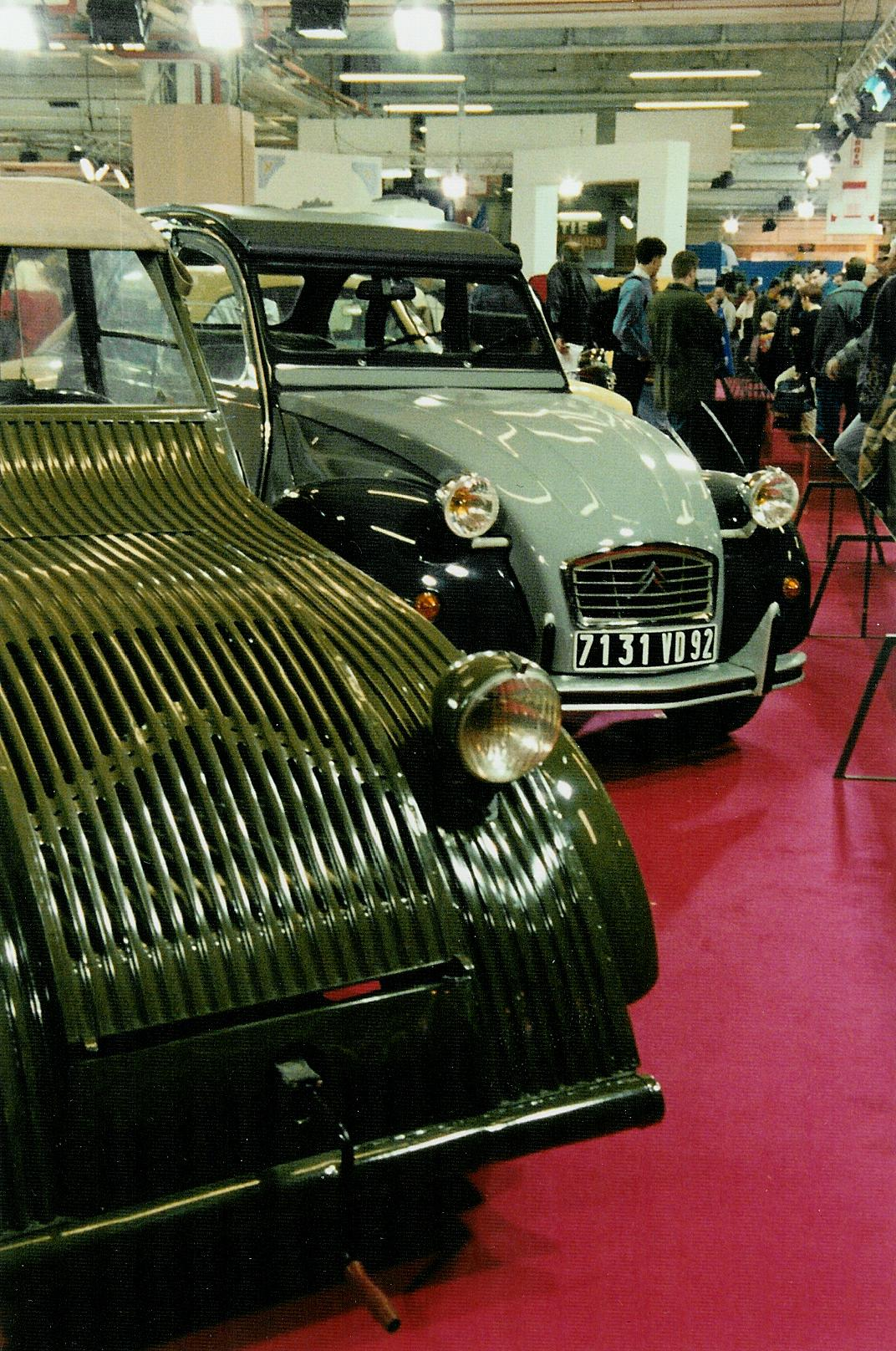
Un prototipo T.P.V. e una 2CV tra le più recenti

Durante la guerra furono ricercate le soluzioni più economiche per abbattere drasticamente i costi di produzione. Tale processo venne condotto in gran segreto per non destare l'attenzione delle forze naziste, interessate a metter mano sulla vetturetta francese.
Nel 1944 Parigi fu liberata e il progetto poté essere ripreso in via del tutto ufficiale: vennero effettuati nuovi test di durata, nel corso dei quali venne evidenziata la tendenza del bicilindrico ad andare in panne a temperature inferiori a -5 °C. Per questo il compito di riprogettare un nuovo motore venne affidato a un altro italiano, Walter Becchia, il quale nel giro di una settimana riprogettò un nuovo bicilindrico, sempre da 375 cm³, ma raffreddato ad aria. Sottoposto a un test di durata di 500 ore, tale motore superò a pieni voti la prova. Becchia, inoltre, progettò anche un nuovo cambio a 4 marce, ma Boulanger si oppose a tale soluzione pensando che 4 marce finissero con il complicare la vita al conducente. Per far accettare il nuovo cambio a Boulanger, Becchia gli disse che la quarta marcia era in realtà una marcia sovramoltiplicata, finendo quindi con l'avere la meglio sulle idee del "patron".
Nel periodo subito dopo la fine della guerra, vennero messe finalmente a punto anche le sospensioni, adottando quella geometria definitiva che avrebbe costituito una delle doti più grandi della vettura. Pian piano prese forma anche la carrozzeria definitiva, sia dal punto di vista puramente estetico, sia da quello direttamente connesso con le esigenze tecniche della vettura. È il caso, per esempio, delle grigliature laterali lungo il cofano motore, allo scopo di smaltire il calore del propulsore raffreddato ad aria. Per limitare i costi si scelse di utilizzare lamierati in acciaio, ma poiché questo pesava anche di più, le prestazioni tendevano a risentirne. Per questo motivo, già durante il periodo di progettazione della vettura, Walter Becchia prese in considerazione l'eventualità di proporre un motore di cilindrata leggermente superiore e leggermente più potente. Durante la prima metà del 1948, la linea venne congelata definitivamente, mentre vennero apportati gli ultimi ritocchi all'equipaggiamento (aggiunti i freni idraulici a tamburo sulle quattro ruote, i vetri in cristallo e l'impianto di riscaldamento).

### Debutto
Il debutto della vettura definitiva avvenne al Salone di Parigi il 6 ottobre del 1948: a questo proposito furono molti gli aneddoti relativi alla presentazione della vettura. Per esempio, la gran segretezza mantenuta fino a quel momento lasciava comunque trapelare qualcosa, in particolare alla stampa. Alla vigilia del Salone, uno dei più autorevoli giornalisti francesi dell'epoca, Charles Faroux, domandò a Boulanger se alla kermesse parigina si sarebbe finalmente vista la misteriosa utilitaria di cui si vociferava da tempo. Boulanger rispose di no, ma poche ore dopo fece uscire in gran segreto i tre esemplari destinati al Salone il giorno dopo, per introdurli nella zona espositiva solamente un'ora prima dell'apertura al pubblico e alla stampa. Al momento di togliere i veli alla vettura, Faroux la prese talmente a male da levare il saluto a Boulanger e non rivolgergli più la parola. Tra gli altri aneddoti, va sicuramente ricordato anche il materiale informativo relativo alla nuova vettura, anch'esso estremamente minimalista: si trattava di un opuscolo in quattro facciate, come una carta d'identità, della quale riprendeva persino le dimensioni.
In occasione del debutto della 2CV (questa fu la denominazione definitiva, nonostante sulle prime la stampa ipotizzasse il nome di 3CV) i veli dei tre esemplari esposti furono fatti cadere di fronte agli occhi dell'allora presidente francese, Vincent Auriol. In realtà, nonostante il difficile momento politico, economico e sociale della Francia e di gran parte degli Stati europei, la 2CV fu all'inizio criticata aspramente dalla stampa, che non riusciva a digerire le sue linee molto particolari, la sua essenzialità giudicata eccessiva e il clima di segretezza mantenuto per poi svelare una vettura che inizialmente non pareva meritare granché. Ci fu anche chi la sbeffeggiava affibbiandole nomignoli maligni come "il brutto anatroccolo".
I tre esemplari esposti erano tutti di color grigio alluminio metallizzato, l'unico inizialmente previsto per la vettura. La 2CV rappresentò la principale attrazione della kermesse, suscitando grande interesse nel pubblico che si accalcava allo stand Citroën. Tuttavia, i giornalisti del settore non seppero cogliere la genialità del progetto, né l'armonia del design, riservando alla nuova vettura giudizi ingenerosi e di scarsa competenza:
(dall'articolo Le macchine italiane al Salone di Parigi, La Stampa, 9 ottobre 1948, pag.3)

#### Carrozzeria e abitacolo

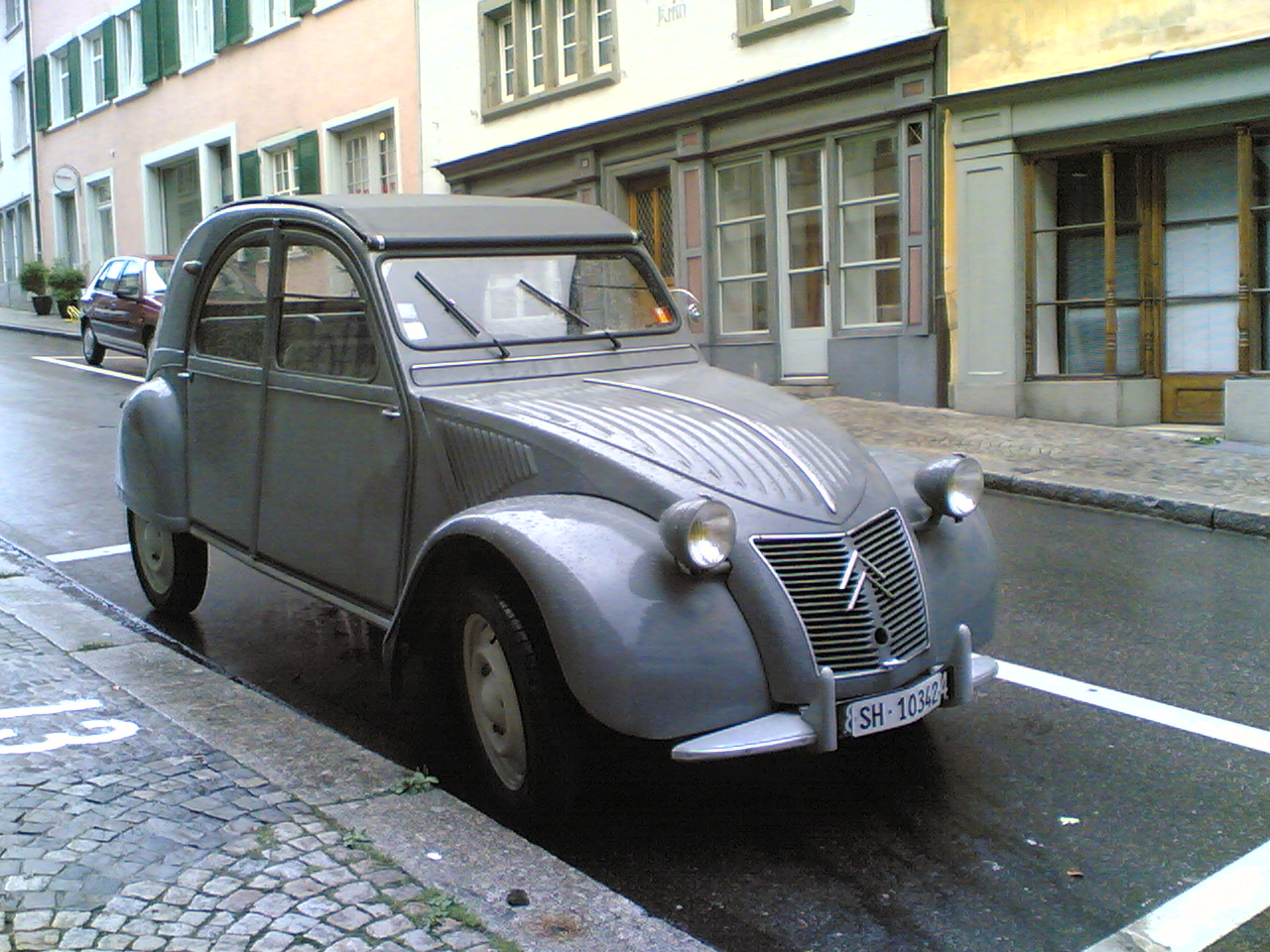
Una 2CV del 1952

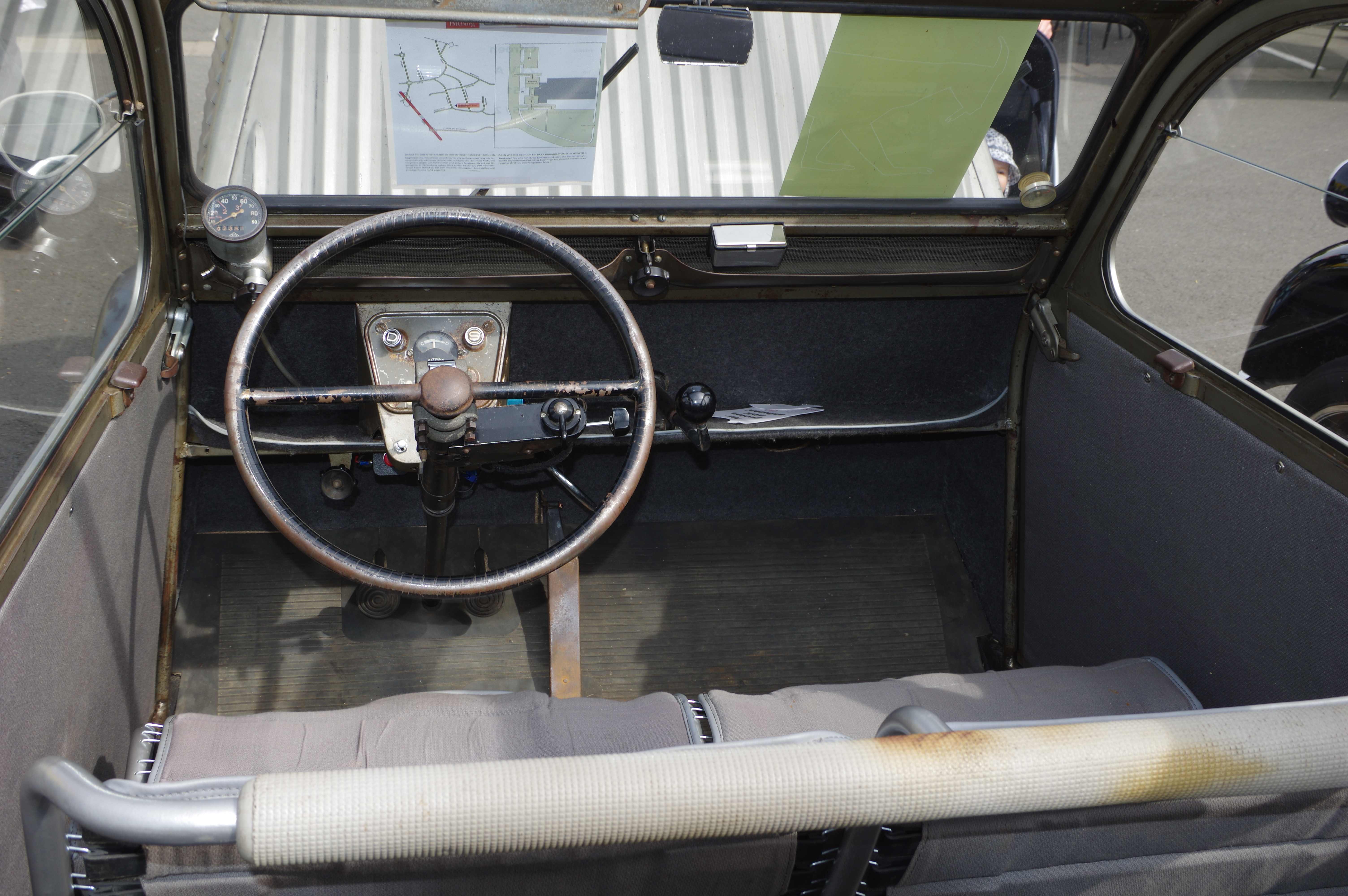
Gli interni

La 2CV fu la prima Citroën a introdurre tutta una serie di stilemi destinati a perdurare nei modelli successivi per un arco di decenni. Rispetto al prototipo T.P.V. del 1939, furono moltissimi gli aggiornamenti, anzi, si può dire che la vettura fosse completamente diversa, pur conservando all'incirca le stesse proporzioni tra i due volumi che componevano il corpo vettura. Il frontale era caratterizzato dall'ampia calandra trapezoidale con listelli orizzontali e lo stemma del "double chevron" collocato al centro e circondato da una cornice cromata. I due fari tondi erano montati su sostegni che fuoriuscivano dal cofano motore: quest'ultimo era in gran parte costituito da lamiera ondulata. Lateralmente, la 2CV mostrava i prominenti parafanghi sporgenti, un elemento nello stile del decennio precedente, pur essendo ancora stato adottato da moltissimi costruttori persino negli anni a venire. La zona laterale del vano motore era caratterizzata dalle già accennate grigliature laterali per lo smaltimento del calore. Il tetto dal disegno arcuato era quasi completamente costituito da un telone arrotolabile manualmente fino alla zona posteriore, in maniera tale da trasformare la 2CV in una piccola cabriolet. Il montante posteriore era molto più massiccio degli altri due, e terminava inferiormente in corrispondenza del parafango posteriore, dotato di una carenatura che andava a coprire metà della ruota posteriore. La carenatura dei passaruota posteriori sarebbe divenuta da lì in avanti una costante per tutti i modelli della Casa, fino al 1998, quando uscirono dalle linee di montaggio gli ultimi esemplari della AX, ultima Citroën con passaruota carenati. La coda, ben diritta e spiovente, era anch'essa in buona parte costituita da un secondo telone, anch'esso arrotolabile manualmente. Il lunotto ovale era incluso nella prima porzione di telo arrotolabile, quella che costituisce il tetto.
Estremamente spartano l'abitacolo, con i sedili a struttura tubolare, i finestrini posteriori fissi, la mancanza di sicura alle porte (quelle di sinistra non avevano la serratura) e la strumentazione costituita solamente da un voltmetro e da un tachimetro.

#### Struttura, meccanica e motore

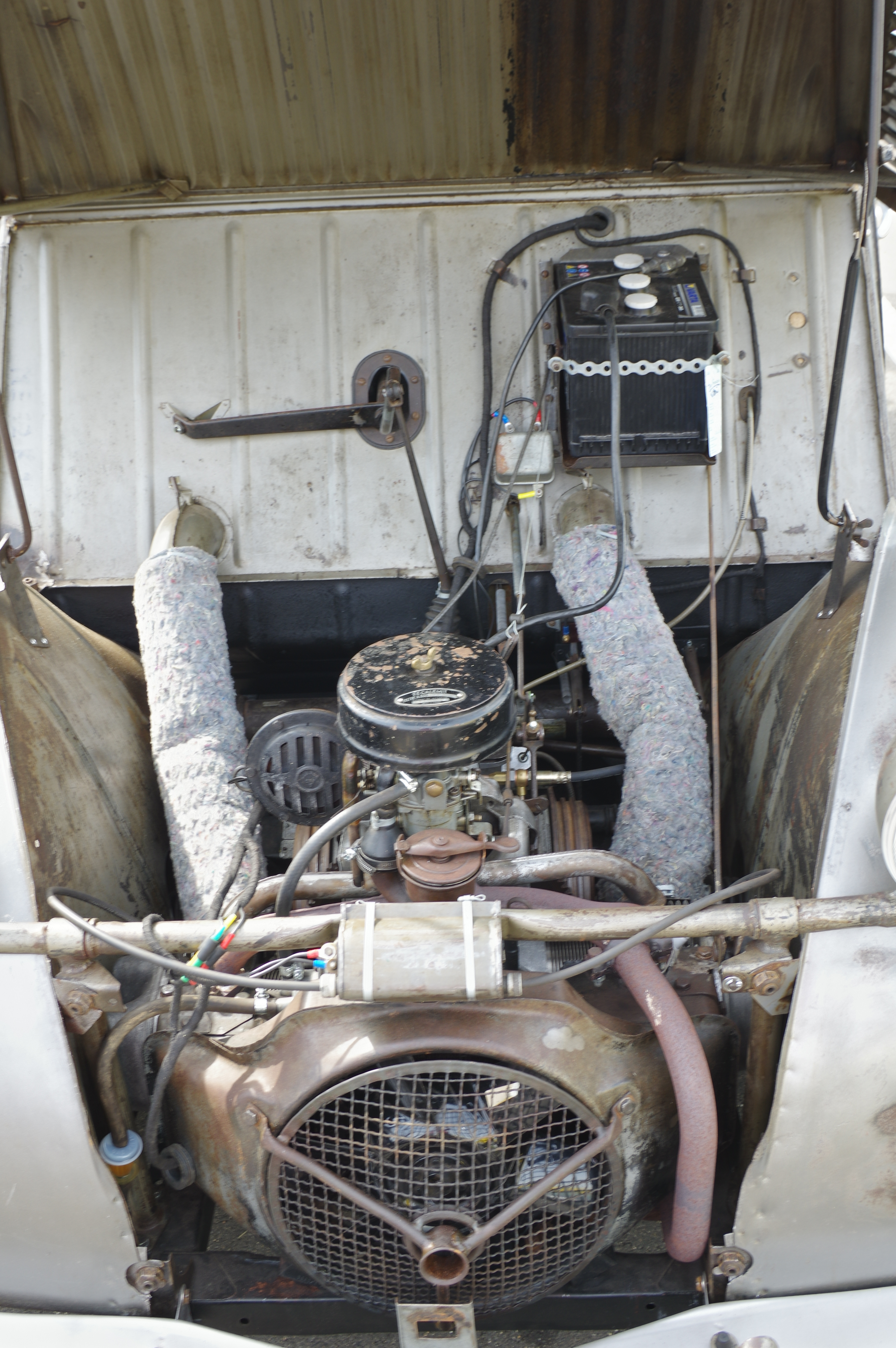
Il motore

La struttura della 2CV era del tipo a pianale rinforzato da elementi scatolati, sul quale venne fissata la carrozzeria in lamierati di acciaio (la lega leggera venne abbandonata durante la guerra perché troppo costosa). Dove era possibile, erano stati utilizzati lamierati piani, poiché meno costosi. Le sospensioni erano un perfetto compromesso tra semplicità ed efficacia, poiché su entrambi gli assi venne adottata la soluzione a un braccio oscillante per ruota con tiranti longitudinali che agivano sulle molle elicoidali, disposte anch'esse longitudinalmente. Lo smorzamento delle asperità del terreno era affidato ad ammortizzatori a frizione che agivano sui bracci oscillanti e ad ammortizzatori a inerzia che agivano invece sulle ruote. Il sistema di sospensioni della 2CV, messo a punto da Paul Magès, divenne famoso per la sua tenuta di strada, eccezionale per l'epoca, e per la capacità di affrontare anche terreni molto accidentati grazie alla notevole altezza da terra.

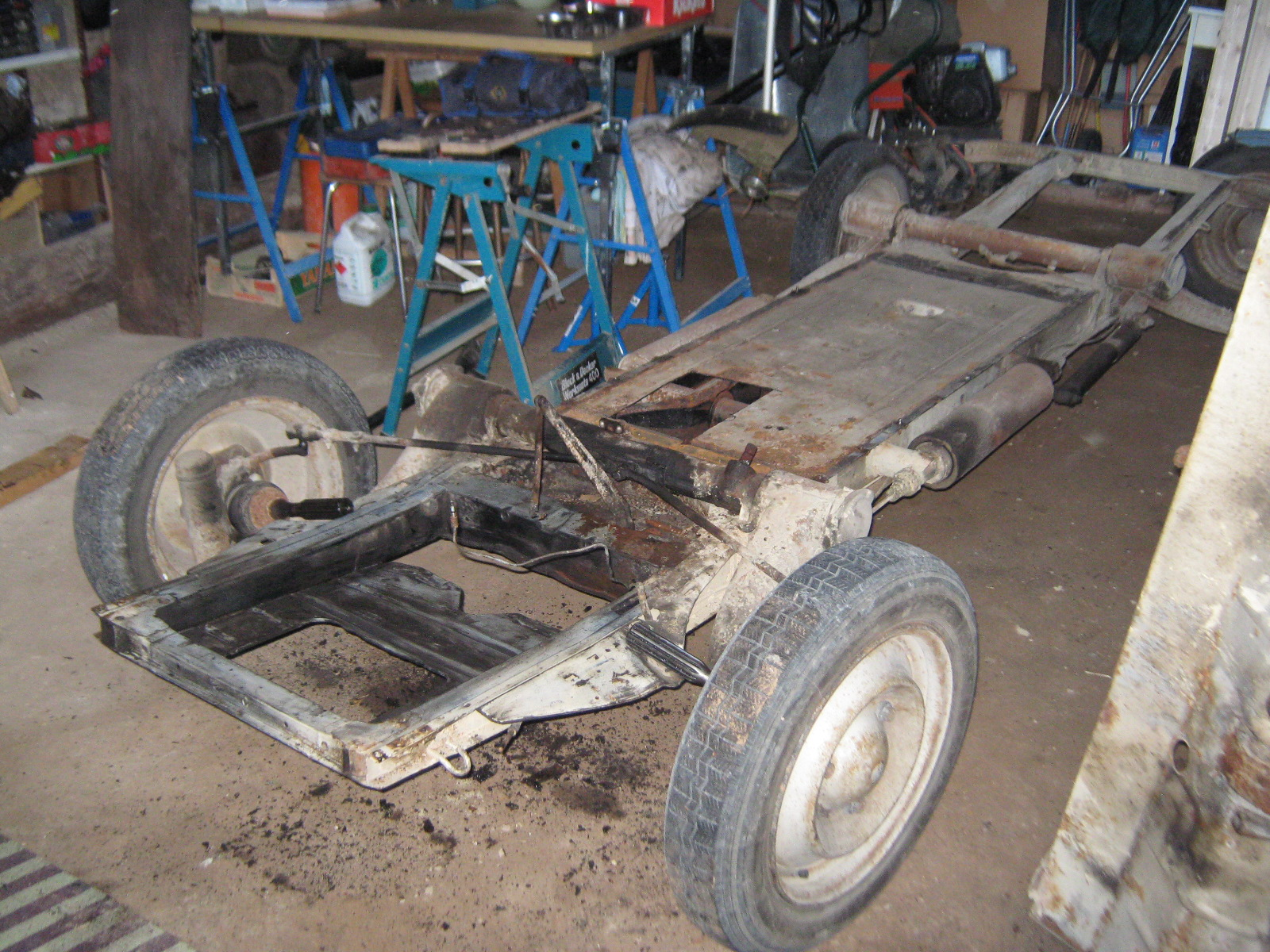
Il pianale di una 2CV

Il sistema frenante era di tipo idraulico e prevedeva quattro tamburi, dei quali quelli anteriori erano disposti entrobordo, ossia all'uscita del differenziale. Il freno a mano agiva sulle ruote anteriori. Quanto allo sterzo, esso era del tipo a cremagliera. Sia quest'ultimo che i freni erano sprovvisti di servocomandi.
Il motore della primissima 2CV era un bicilindrico orizzontale a cilindri contrapposti raffreddato ad aria, dotato di alettature per realizzare appunto tale tipo di raffreddamento. Questo motore venne realizzato da Walter Becchia nel giro di una settimana, prendendo come base il precedente bicilindrico raffreddato ad acqua del quale venne ripreso anche il valore di cilindrata, pari a 375 cm³. La potenza massima era di soli 9 CV a 3500 giri/min, sufficienti per spingere la vettura a una velocità massima di 66 km/h.
Quanto alla trasmissione, essa veniva attuata mediante un cambio manuale a 4 marce, mentre la frizione era del tipo monodisco a secco. Oltre alla frizione normale era dotata anche di una frizione centrifuga che consentiva di rilasciare il pedale della frizione in sosta al semaforo e per ripartire bastava premere l'acceleratore.

### Evoluzione
Tra la presentazione della 2CV e la sua effettiva commercializzazione passarono ben undici mesi, durante i quali vennero limate le ultime imperfezioni e venne approntata la linea di montaggio.
Durante tale periodo, il clima alla Casa di Quai de Javel si mantenne teso e incerto a causa degli strali lanciati dalla stampa. Fino a che, nel luglio del 1949, approssimandosi l'avvio della commercializzazione, Boulanger decise di fare un giro di presentazioni della 2CV presso l'intera rete di concessionari francesi, riscuotendo invece un gran successo.
La produzione della 2CV fu quindi avviata ufficialmente a partire dal luglio 1949, mentre la commercializzazione venne avviata il 22 settembre dello stesso anno. Le prime 2CV erano note anche come 2CV A, e i primi 2 000 esemplari furono destinati solo a professionisti. Tanto furono aspre le critiche della stampa quanto desiderata divenne la 2CV fin dai primi giorni di commercializzazione. Basti pensare che già dopo due mesi, la lista d'attesa della piccola Citroën si allungò a dismisura, e tutto questo nonostante la ristretta cerchia di clienti cui poteva essere indirizzata.
Al Salone di Parigi del 1950, la gamma della 2CV fu ampliata con l'arrivo della versione furgonata, anch'essa destinata a un gran successo commerciale.
Nell'ottobre del 1951, invece, la 2CV vide un primo aggiornamento, consistente nell'introduzione dell'avviamento con chiave, della serratura anche nella porta sinistra e della sicura all'interno delle porte.
Nel 1953 il color grigio metallizzato dell'esordio venne sostituito da un grigio più scuro, mentre i cerchi in acciaio vennero verniciati di color bianco panna. Nello stesso anno, lo stemma sulla calandra perse la cornice ovale, mentre vennero effettuati aggiornamenti di dettaglio un po' su tutti i fronti (nuovo albero di trasmissione, nuova ventola a quattro pale anziché otto, nuovi rivestimenti, nuovo volante, ecc).

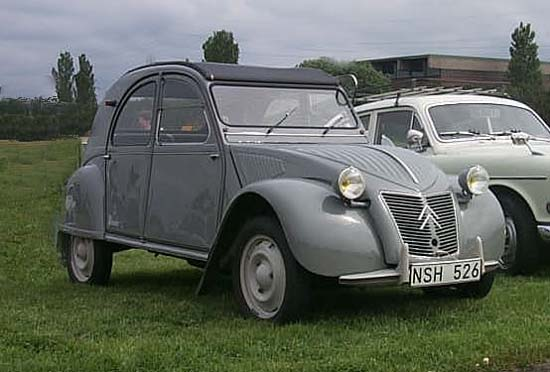
Una delle prime 2CV

Modifiche di dettaglio anche per quasi tutto il 1954: venne cambiato nuovamente l'unico colore disponibile, un altro grigio chiaro e venne modificato il sistema di apertura dei finestrini anteriori. Ma la novità più grande si ebbe quasi alla fine dell'anno, in ottobre, quando venne introdotta la 2CV AZ, equipaggiata con una versione leggermente maggiorata del noto bicilindrico, la cui cilindrata crebbe da 375 a 425 cm³ e la cui potenza salì da 9 a 12 CV. Tra le altre caratteristiche della AZ va senz'altro ricordata la frizione centrifuga. La AZ non sostituì la A, ma semplicemente la affiancò.

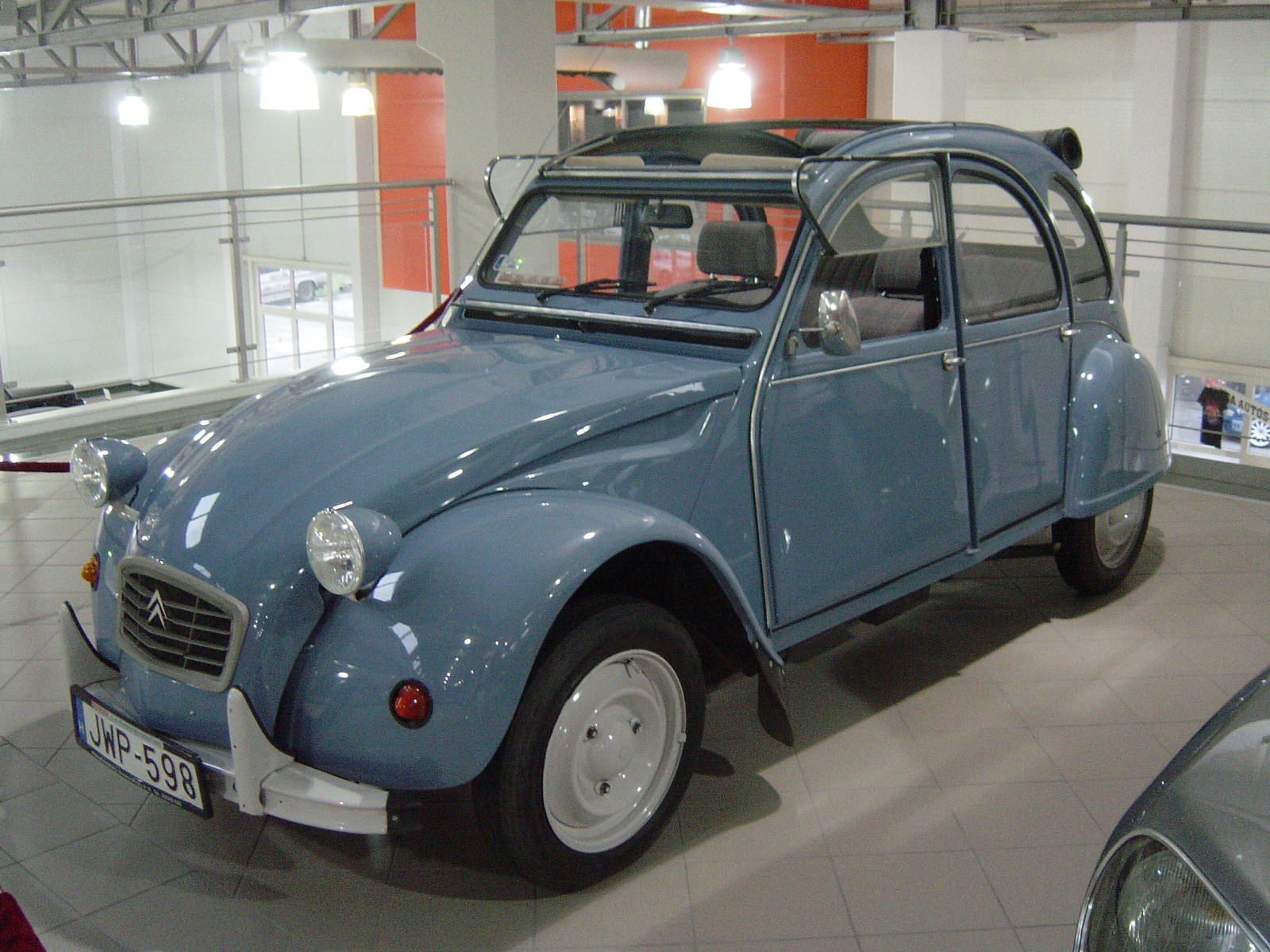
Una 2CV dopo il restyling del dicembre 1960 (modello ultimi anni '80)

All'inizio del 1955 vi fu l'arrivo dei lampeggiatori posteriori, posti sul montante, e nel corso dello stesso anno vi furono aggiornamenti alla dotazione di comandi secondari, resa più completa. A dicembre vi furono invece modifiche ai due motori, migliorati sotto il profilo del rendimento grazie all'aumento del rapporto di compressione e al conseguente adeguamento della carburazione.
In quegli anni, la 2CV stava facendo registrare numeri di vendita via via sempre maggiori: nel 1956 si raggiunse il traguardo dei 500 000 esemplari. In quell'anno vi furono altri aggiornamenti di dettaglio, come i rivestimenti delle portiere e i nuovi fari posteriori. La capote poteva essere scelta anche tra vari colori, mentre il lunotto posteriore era stato ampliato. Alla fine dell'anno fu lanciata una nuova variante della 2CV, la AZL, caratterizzata da inserti in alluminio su cofano, paraurti, linea di cintura e base delle portiere.
Nel mese di ottobre del 1957 nacque la AZLM, che differiva dalle altre 2CV nella parte posteriore, dove il vano bagagli era dotato di uno sportello in metallo, soluzione che negli anni seguenti sarebbe stata estesa a quasi tutte le altre versioni, ad eccezione della AZ. La capote era quindi di dimensioni più ridotte.
Nessuna particolare novità per il 1958, mentre nel giugno del 1959 la AZLM divenne disponibile solo in colore blu ghiaccio, mentre la sua dotazione poteva essere arricchita con un'autoradio a transistor, disponibile con sovrapprezzo.
Altri aggiornamenti di dettaglio per la prima metà del 1960. Nel mese di novembre la versione di base A, rimasta in listino dal 1948, uscì di produzione.
Il mese di dicembre del 1960 fu un momento molto importante per la storia della 2CV, perché arrivò un vero restyling: anteriormente comparve un cofano motore liscio e non più in lamiera ondulata, ma con cinque nervature longitudinali di rinforzo. Tale cofano incorporava una nuova calandra di dimensioni minori. Vennero montati anche dei nuovi paraurti, mentre la gamma colori si ampliò con l'arrivo della tinta gialla. Meccanicamente vi fu un leggerissimo incremento di potenza, da 12 CV a 12.5. Ma la vera novità era rappresentata dalla 2CV Sahara, la versione più particolare in assoluto, poiché equipaggiata con due motori, uno anteriore e uno posteriore, ognuno dei quali trasmetteva il moto all'asse corrispondente.
Poche modifiche per il 1961, tra le quali vale la pena menzionare la potenza, cresciuta da 12,5 a 13,5 CV. Nel 1962 fece la sua comparsa la 2CV Mixte, praticamente una 2CV promiscua dotata di portellone posteriore e con divanetto posteriore abbattibile. Ad aprile, la potenza del bicilindrico salì da 13 a 15 CV, mentre nell'ottobre dello stesso anno, la AZL uscì dal listino, sostituita nel febbraio del 1963, dalla AZA, dotata di paraurti rinforzati e muniti di nuovi rostri. Un altro modello che scomparve dal listino fu la AZ. Su tutta la gamma, la potenza massima del bicilindrico da 425 cm³ venne portata a 18 CV. Un mese dopo l'arrivo della AZA, fece il suo debutto anche la AZAM, caratterizzata da inediti elementi tubolari fissati sui paraurti, dai vetri anteriori con cornice in acciaio inox e da inserti in alluminio su cofano, cornici dei fari, parabrezza e vetri laterali posteriori; inoltre, i sostegni dei tergicristalli erano cromati ed erano presenti nuovi coprimozzi anch'essi cromati. Alla fine del 1963, i sedili vennero predisposti per il fissaggio delle cinture di sicurezza.

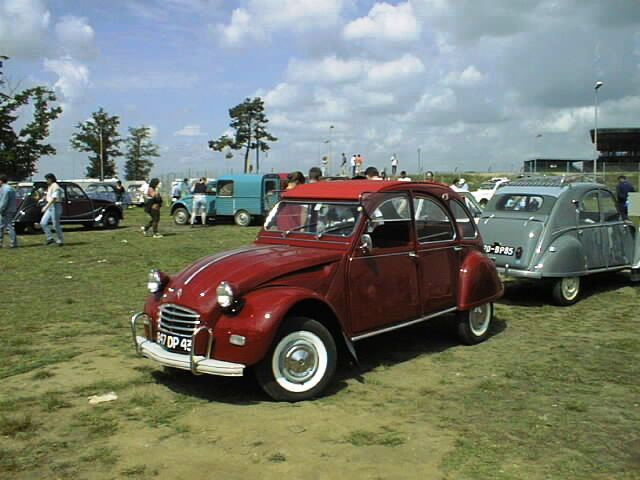
Una 2CV Export, che nella primavera del 1967 sostituì la AZAM

Per il 1964 non vi furono che aggiornamenti di dettaglio, specie per quanto riguardava la meccanica (motore, cambio, tubazioni dei freni, ecc) e la gamma colori arricchita.
Nel 1965 la portiere anteriori passarono all'apertura controvento, mentre le cinture di sicurezza andarono ad arricchire la lista optional. Si trattava di aggiornamenti necessari per soddisfare le nuove normative europee sulla sicurezza automobilistica. Nella seconda metà dello stesso anno, il retrotreno ricevette i nuovi ammortizzatori idraulici telescopici in luogo di quelli a frizione (ma rimasero quelli a inerzia), mentre anteriormente arrivò la trasmissione a doppio giunto omocinetico (fino a quel momento era singolo). Contemporaneamente, lo stemma della Casa venne spostato sopra la calandra, mentre le versioni AZA e AZAM ricevettero il terzo finestrino laterale, posto sul grosso montante posteriore che offriva spazio più che sufficiente per tale scopo.
La lista optional, che sul finire del 1965 comprendeva anche l'impianto di riscaldamento, nella primavera del 1966 si arricchì anche con un particolare dispositivo antifurto che integrava sia la funzione di bloccasterzo, sia quella di blocco del flusso di carburante, una sorta di "immobilizer" ante-litteram.
Nell'aprile del 1967, la AZAM fu tolta di listino, rimpiazzata dalla Export, ulteriormente rifinita e accessoriata: della dotazione di serie facevano parte gli indicatori di direzione anteriori posti sui parafanghi e di forma rettangolare, la plancia ridisegnata e munita di un tachimetro mutuato da quello della più grande Ami 6. La Export rimase in produzione solo per quattro mesi, per essere sostituita non da una nuova versione della 2CV, ma dalla Dyane, con la quale la Casa cercò anche di vagliare la possibilità di sostituire la 2CV stessa con un nuovo modello. In tale ottica, nel 1968 cessarono le importazioni della 2CV in Italia che ripresero sette anni dopo, nel gennaio 1976, anche se inizialmente solo con la versione 2CV 4.
Non vi furono grossi aggiornamenti nel 1968, e neppure nel 1969, eccezion fatta per una lieve rivisitazione del propulsore, volta a migliorare l'erogazione della coppia motrice.

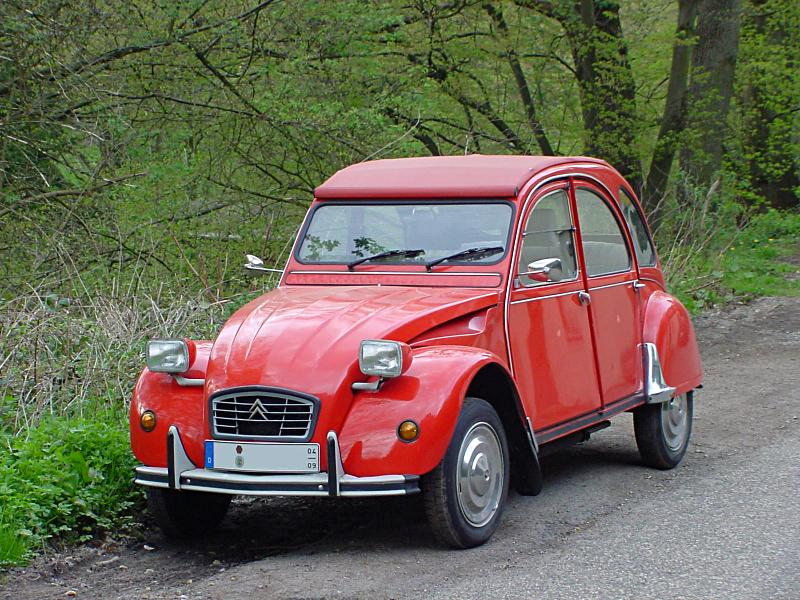
Una 2CV del 1975, riconoscibile dai fari rettangolari

Se nel 1965, come già visto, vi furono aggiornamenti tesi a soddisfare nuove leggi in materia di sicurezza, nel 1970, e precisamente nel mese di febbraio, vi furono nuovi aggiornamenti dettati da altre leggi, in questo caso relative al contenimento delle emissioni inquinanti. In realtà non si tratta di semplici aggiornamenti alla gamma esistente, ma in un vero e proprio sdoppiamento della gamma stessa. Infatti il glorioso motore da 425 cm³ venne pensionato in via definitiva, per far posto a due nuovi bicilindrici, ripresi dai modelli Dyane e Ami 8. Il primo, della cilindrata di 435 cm³, erogava fino a 26 CV di potenza massima, mentre il secondo aveva una cilindrata di 602 cm³ ed era accreditato di 28,5 CV. Tali motori si rivelarono in effetti meno inquinanti e consentirono alla 2CV di proseguire la sua brillante carriera commerciale. Vennero anche modificate le denominazioni dei due modelli derivanti: la 2CV con il motore più piccolo venne denominata 2CV 4, mentre quella con il bicilindrico da 602 cm³ prese il nome di 2CV 6. Vi furono anche dei lievi aggiornamenti estetici: gli indicatori di direzioni anteriori divennero di forma circolare, mentre posteriormente comparvero delle luci di dimensioni maggiori. Il mese seguente a tale grande passo evolutivo, la dotazione di serie venne completata con le cinture di sicurezza e il lavavetro.
Nel 1971 gli ammortizzatori idraulici telescopici, presenti già dal 1965, ma che fino a quel momento "lavoravano" congiuntamente agli ammortizzatori a inerzia, si sobbarcarono per intero il compito relativo allo smorzamento delle sollecitazioni del fondo stradale. Gli ammortizzatori a inerzia sparirono quindi per sempre dalla 2CV.
Per il 1972 si ebbero solo aggiornamenti di dettaglio, mentre nel 1973 i propulsori vennero ulteriormente adeguati alle nuove normative antinquinamento, il che non comportò, però, alcun calo prestazionale. Fu migliorata anche l'insonorizzazione dell'abitacolo, grazie a un più massiccio impiego di materiali fonoassorbenti.
Mentre il 1974 portò prevalentemente alcuni aggiornamenti a plancia comandi e strumentazione, il 1975 vide un tentativo di rendere più moderno il look della 2CV, oramai ventisettenne. A tale scopo vennero proposti nuovi fari anteriori di forma rettangolare, una calandra leggermente ridisegnata e nuovi paraurti più massicci. Meccanicamente vennero rivisitati i collettori di aspirazione e di scarico, venne montata una nuova marmitta e un nuovo coperchio delle punterie in acciaio anziché in lega di alluminio. La soluzione dei fari rettangolari, però, piacque poco e nel giro di poco tempo si sarebbe tornati ai tradizionali fari circolari.

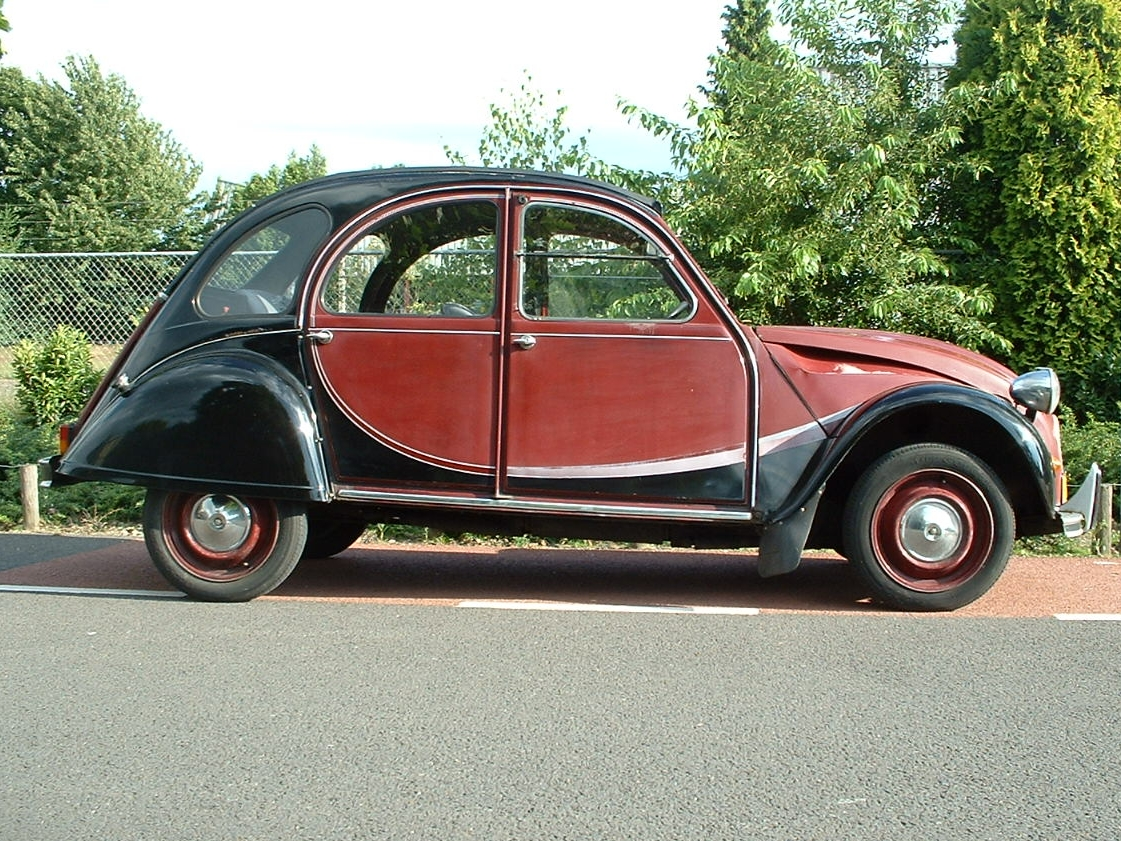
Una 2CV6 Charleston

Nel 1976 venne introdotta la 2CV Special, una versione economica caratterizzata da un allestimento semplificato, comprensivo tra l'altro di fari circolari in luogo di quelli rettangolari, mancanza del terzo finestrino laterale e cruscotto quasi uguale a quello dei modelli del 1963. Uno solo il colore disponibile, Jaune Cedrat. La 2CV 6 divenne Club, più curata e meglio rifinita rispetto alla Special (strumentazione più completa, sedili rivestiti in panno con gli anteriori divisi e tetto apribile dall'interno). Sempre nel 1976, gli ammortizzatori a frizione anteriori vennero anch'essi sostituiti con i più moderni ammortizzatori idraulici telescopici.

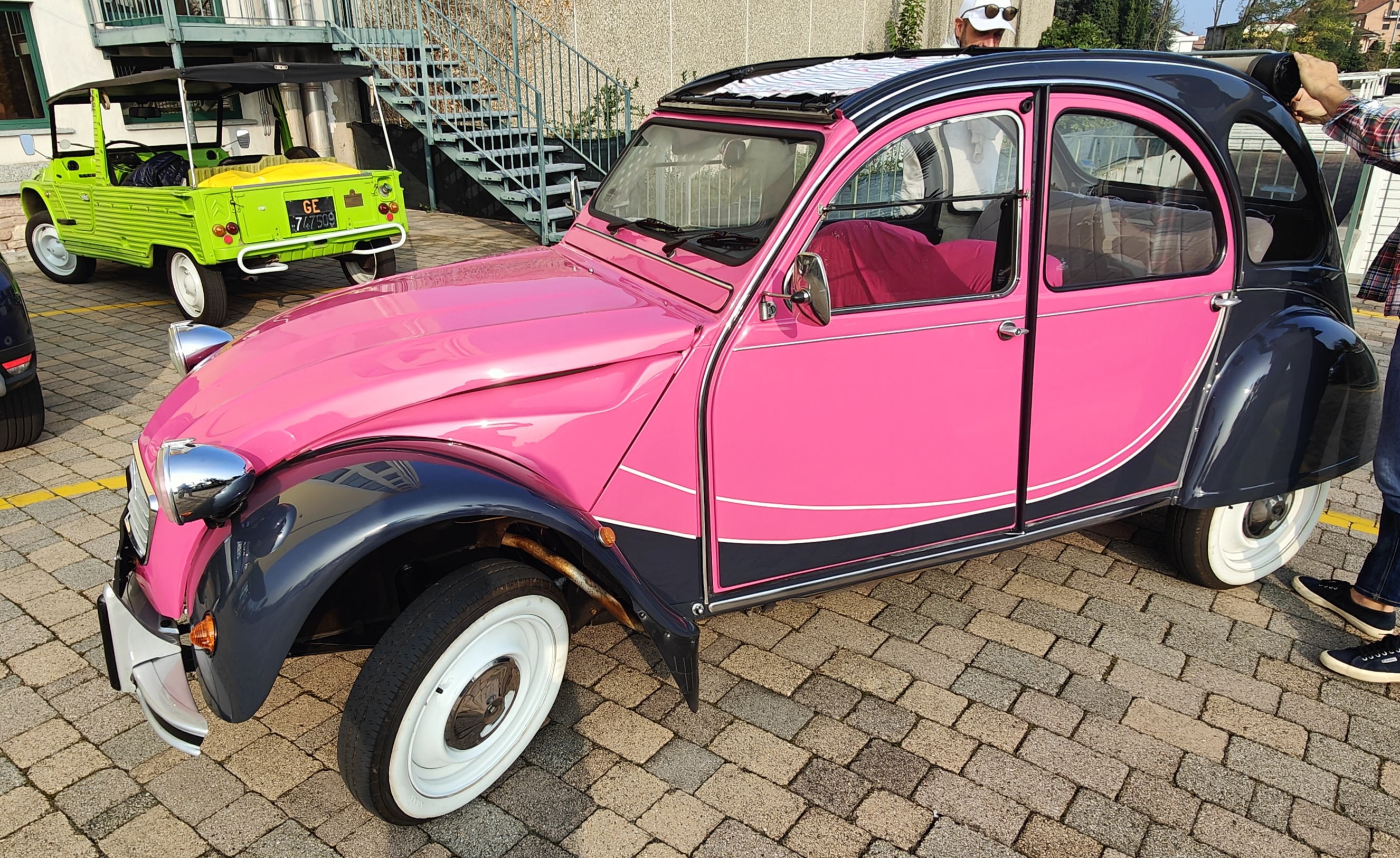
Una 2CV con, a lato, una Mehari

Nuovamente aggiornamenti di dettaglio per il 1977, mentre nel 1978 le cinture di sicurezza furono dotate di arrotolatore, dispositivo incluso nella dotazione di serie.
Nel 1979 la 2CV 4 fu tolta dal listino (la produzione era però cessata già nel settembre del 1978), lasciando in vendita solo la 2CV 6, da questo momento fino alla fine della sua produzione. Si ebbero anche aggiornamenti meccanici, con l'arrivo di un nuovo carburatore doppio corpo Solex e un nuovo filtro dell'aria. La potenza massima salì di appena mezzo cavallo vapore, attestandosi perciò a 29 CV, disponibili però a 5750 giri/min anziché 6750.
Nel 1978 la Special ricevette il terzo finestrino laterale ed ebbe una gamma colori più ampia. Negli anni successivi non vi furono più aggiornamenti o novità di gran rilievo, eccezion fatta per la 2CV 6 Charleston con livrea bicolore, presentata alla fine del 1980 come serie speciale e poi diventata modello di serie a partire dal 1982, e per i freni a disco anteriori, introdotti nel 1982.
Nel mese di luglio del 1987 venne tolta dal listino francese la 2CV 6 Club (riservata solo ad alcuni mercati di esportazione), lasciando in listino solo la Special e la Charleston. Ad ottobre del stesso anno tutte le 2CV sono dotate del retronebbia, montato sotto il paraurti posteriore. Il 25 febbraio 1988 lo storico stabilimento di Levallois venne chiuso dopo aver sfornato 2.790.472 Citroën 2CV. La produzione continuerà in Portogallo fino alle ore 16 del 27 luglio 1990, quando l'ultima 2CV6, una Charleston grigia e nera, esce dallo stabilimento di Mangualde. I consuntivi delle unità prodotte di 2CV e derivate nelle varie fabbriche, sono da capogiro. Anche se i dati dei modelli FAF non sono conosciuti, si stima che le "figlie" del progetto T.P.V. siano state circa 10 milioni: 3.872.583 2CV berlina, 1.504.221 2CV Furgonetta, 1.443.583 Dyane, 1.840.159 Ami e 144.953 Méhari.

#### La 2CV Sahara

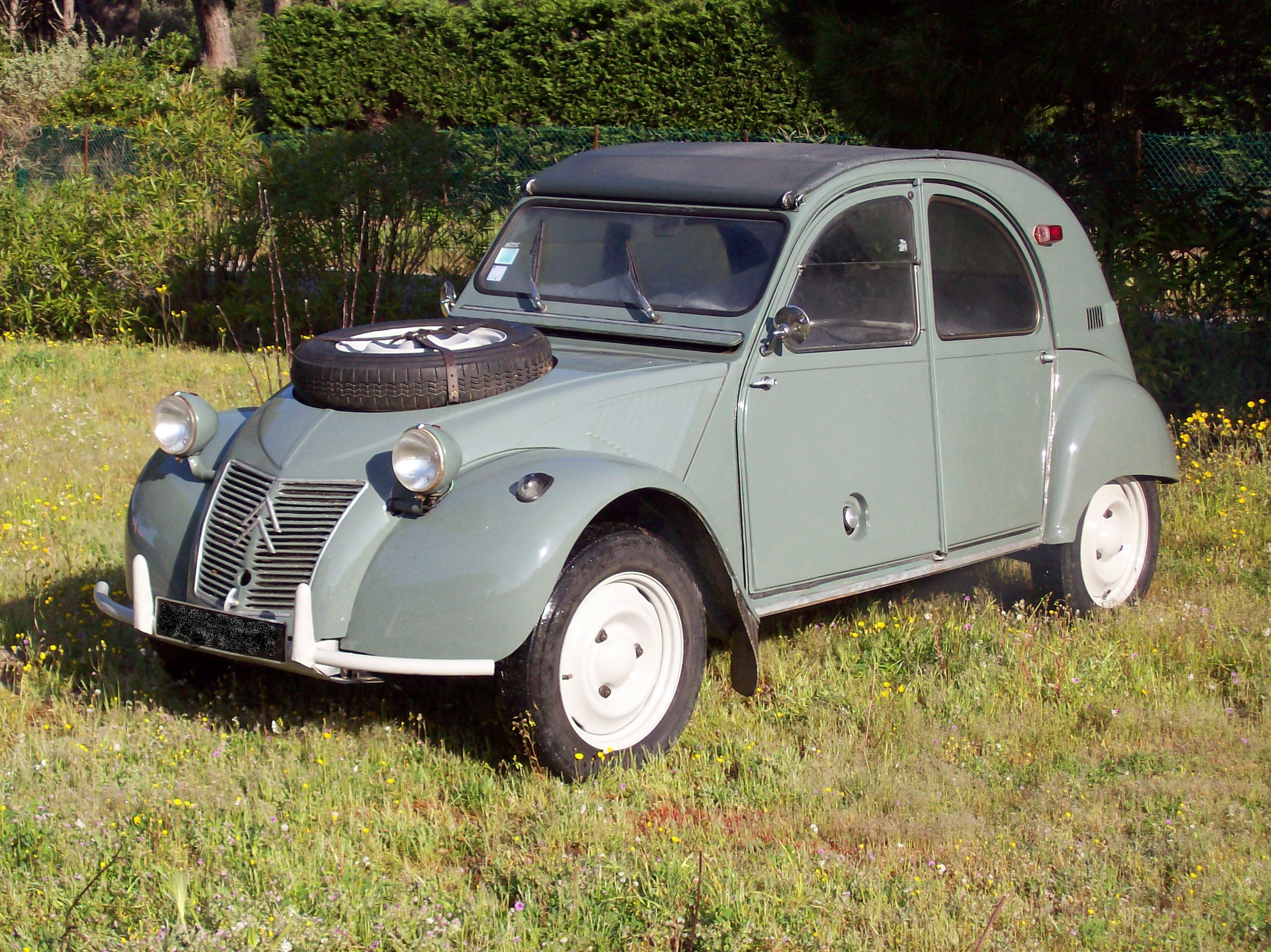
Una 2CV Sahara

L'idea di una 2CV a trazione integrale ebbe origine da una 2CV versione A cui il proprietario, un certo signor Bonnafous, montò un secondo motore da 375 cm³ in posizione posteriore. L'idea venne ben presto presa in considerazione anche dalla Casa madre, nel momento in cui Jacques Duclos, un veterano del marketing Citroën dell'epoca, intravide la possibilità di offrire una versione particolare della 2CV per le colonie francesi dei Paesi in via di sviluppo, e in particolar modo per l'esercito francese in Algeria e Marocco. Dal primo prototipo, datato marzo 1958, si passò al secondo (novembre 1958) e infine al terzo (settembre 1959). La produzione fu avviata nel dicembre 1960 in occasione del restyling della 2CV. Stranamente, però, la 2CV Sahara fu l'unico modello a non beneficiare degli aggiornamenti estetici che invece interessarono il resto della gamma. Il prezzo fissato per la Sahara fu di 815 000 franchi, oltre il doppio di una AZ.
Ognuno dei due motori utilizzati per la 2CV Sahara aveva una cilindrata di 425 cm³ e una potenza di 12 CV, per un totale di 24 CV. Inoltre, ognuno dei due motori azionava l'asse corrispondente. Si trattava quindi di una 2CV a trazione integrale, caratterizzata anche dalla presenza di due serbatoi, uno per motore. Inoltre, non solo la trazione integrale non era permanente, ma il conducente aveva la possibilità di utilizzare entrambi i motori oppure di escludere uno dei due.

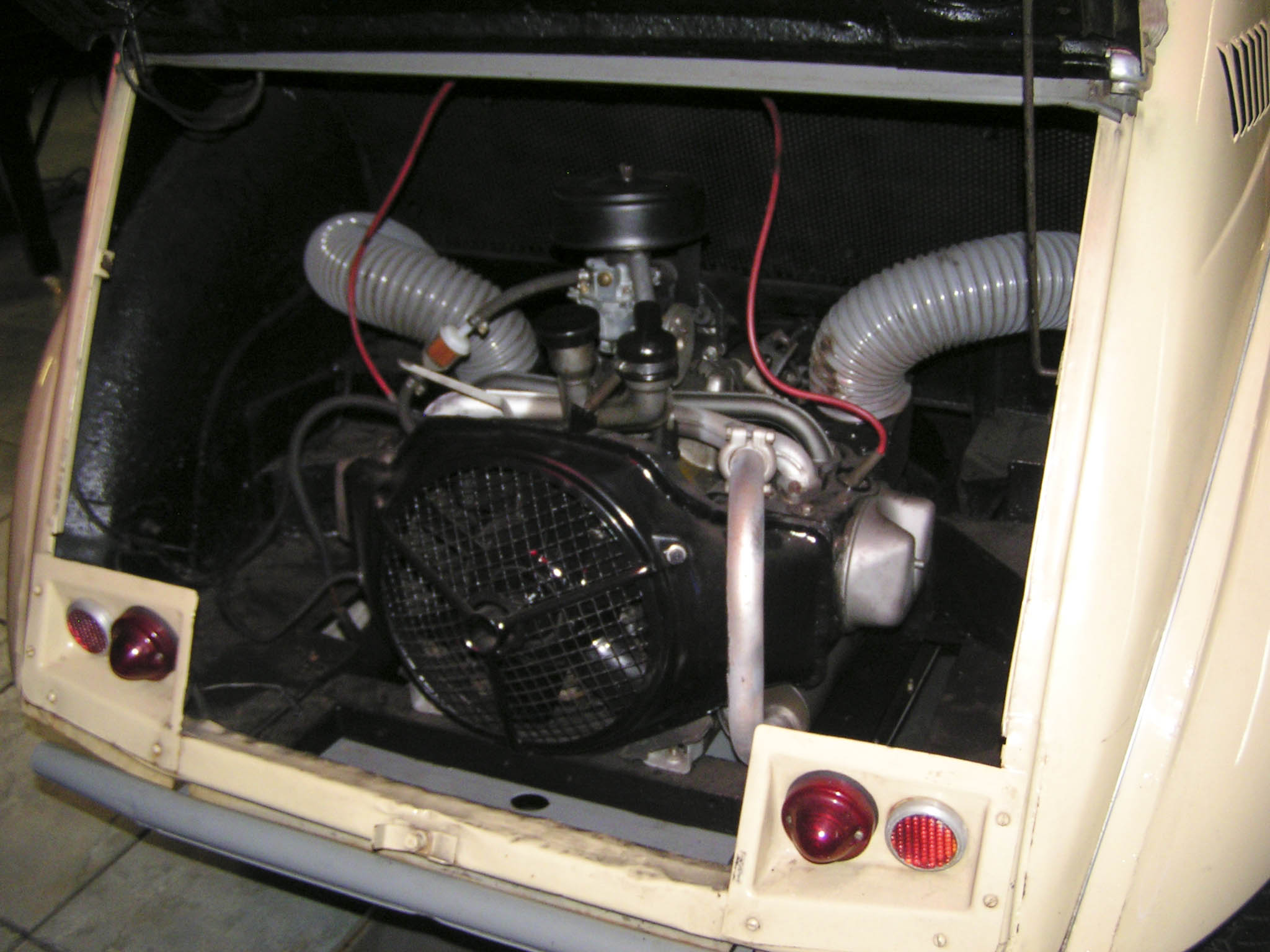
L'alloggiamento del motore posteriore

La 2CV Sahara fu quindi un'automobile particolarissima in quanto poteva funzionare con trazione integrale, anteriore o posteriore. Esternamente la 2CV Sahara era riconoscibile per la ventola di raffreddamento anche nella parte posteriore, per una ruota di scorta fissata sul cofano anteriore e per i passaruota posteriori dalla carenatura più ridotta. In configurazione integrale, quando interveniva la massima potenza sulle quattro ruote, la velocità massima raggiungeva i 105 km/h.
Sei mesi dopo il lancio, nel giugno del 1961, la potenza massima passò a 28 CV. Nel 1962 con l'indipendenza dell'Algeria, venne abbandonato per ragioni politiche il nome Sahara a favore della denominazione 2CV 4x4, anche se ufficiosamente rimase a indicare tale particolare versione. Nella stessa occasione, il modello beneficiò del restyling che due anni prima aveva interessato le altre 2CV.
La produzione della 4x4 terminò nel 1966 dopo essere stata venduta in 694 esemplari. Un ultimissimo esemplare venne assemblato nel 1971 nei Paesi Bassi utilizzando fondi di magazzino. Secondo il censimento di un appassionato si stima che attualmente ne rimangano un centinaio.

#### Riepilogo caratteristiche
Di seguito vengono riepilogate le caratteristiche relative alle varie versioni previste negli anni per la gamma della 2CV.
| Modello                                 | Versioni             | Anni di produzione | Motore              | Cilindrata cm³ | Potenza CV/rpm | Coppia Nm/rpm | Trazione  | Massa a vuoto (kg) | Velocità max | Consumo (l/100 km) | Esemplari prodotti |
| 2CV                                     | A                    | 09/1949-11/1960    | A-2CV               | 375            | 9/3500         | 19,6/2000     | Anteriore | 498                | 66           | 4,2                | 128.685            |
| 2CV                                     | AZ, AZL e AZLM1      | 10/1954-11/1960    | A53                 | 425            | 12/3500        | 19,6/2000     | Anteriore | 498                | 70           | 5                  | 1.732.798          |
| 2CV                                     | AZ, AZL e AZLM1      | 12/1960-09/1961    | A53                 | 425            | 12,5/4200      | 19,6/2000     | Anteriore | 505                | 70           | 5                  | 1.732.798          |
| 2CV                                     | AZ, AZL e AZLM1      | 10/1961-10/1962    | A53                 | 425            | 13,5/4000      | 19,6/2000     | Anteriore | 505                | 70           | 5                  | 1.732.798          |
| 2CV                                     | AZ e AZLM1           | 10/1962-02/1963    | A53                 | 425            | 15/4500        | 26,5/2500     | Anteriore | 505                | 85           | 5                  | 1.732.798          |
| 2CV                                     | AZA e AZAM           | 02/1963-04/1967    | A53                 | 425            | 18/5000        | 26,5/2500     | Anteriore | 520                | 95           | 5                  | 1.732.798          |
| 2CV                                     | AZA ed Export        | 04/1967-09/1967    | A53                 | 425            | 18/5000        | 26,5/2500     | Anteriore | 520                | 95           | 5                  | 1.732.798          |
| 2CV                                     | AZA                  | 10/1967-02/1970    | A53                 | 425            | 18/5000        | 28,5/3500     | Anteriore | 535                | 95           | 5                  | 1.732.798          |
| 2CV 4                                   | AZA2                 | 02/1970-09/1976    | A79/1               | 435            | 26/6750        | 29.4/2400     | Anteriore | 560                | 102          | 5,4                | 548.038            |
| 2CV 4                                   | AZKB e Special       | 09/1976-09/1978    | A79/1               | 435            | 26/6750        | 29.4/2400     | Anteriore | 560                | 102          | 5,4                | 548.038            |
| 2CV 6                                   | AZKA                 | 02/1970-12/1978    | M28/1               | 602            | 28,5/6750      | 39,2/2400     | Anteriore | 560                | 110          | 6                  | 1.458.465          |
| 2CV 6                                   | Special e Charleston | 01/1979-07/1990    | M28/1               | 602            | 29/5750        | 39,2/2400     | Anteriore | 560                | 115          | 6,6                | 1.458.465          |
| 2CV Sahara                              | AW                   | 12/1960-03/1963    | Doppio motore A79/0 | 2x425          | 24/3500        | 39,2/2000     | Integrale | 735                | 105          | 10                 | 694                |
| 2CV 4x4                                 | AW/AT                | 03/1963-07/1966    | Doppio motore A79/0 | 2x425          | 24/3500        | 39,2/2000     | Integrale | 735                | 105          | 10                 | 694                |
| Note:1AZLM nota anche con la sigla AZLP |                      |                    |                     |                |                |               |           |                    |              |                    |                    |

### Attività sportiva

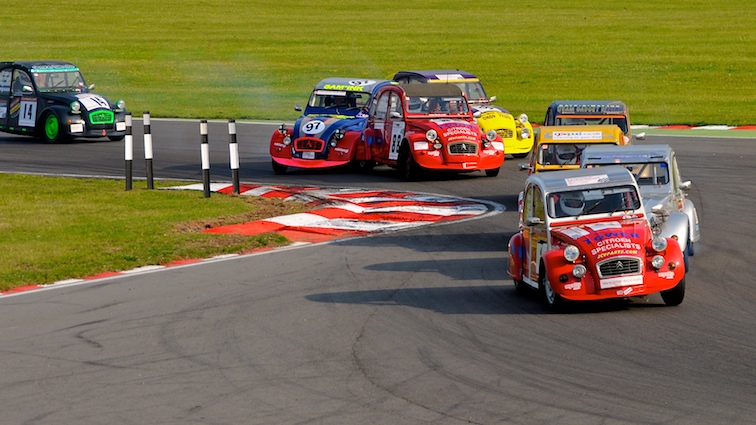
Alcune 2CV impiegate nel campionato monomarca britannico partecipano alla 24 Ore di Snetterton del 2009

Già dal 1952 si ebbero le prime partecipazioni della 2CV a eventi sportivi: in quell'anno il carrozziere Jean Dagonet realizzò una 2CV con carrozzeria completamente rivista e motore da 425 cm³. Non si trattava però del motore che la Casa francese avrebbe utilizzato due anni dopo, ma un motore realizzato dallo stesso Dagonet sulla base del bicilindrico originario. Dopo aver notevolmente alleggerito il corpo vettura, fece partecipare la vettura ad alcune manifestazioni sportive, tra cui vale la pena citare la Mille Miglia del 1955, dove ottenne risultati abbastanza buoni.
Nel 1958 si ebbe il primo impegno semiufficiale per la 2CV, consistente nella 24 Ore di Hockenheim: qui, nella categoria microvetture vennero schierate due 2CV, le quali però vennero surclassate dalla nuovissima Fiat 500 Sport.
Nel 1970 il capo delle relazioni esterne della Casa, Jacques Wolgensinger, organizzò un raid Parigi-Kabul-Parigi, per un totale di 16.500 chilometri. Il raid fu riservato a un massimo di 1.300 partecipanti, ma furono in ben 5 000 a presentare la domanda di partecipazione. Insomma, fu un vero successo. Sull'onda di tale successo, l'evento fu riproposto anche nel 1971, ma con località di arrivo spostata da Kabul a Persepoli. Anche qui, si dovette procedere a una selezione di 1.300 partecipanti su un totale di oltre 3.800 domande di partecipazione. E ancora nel 1973 si ebbe il Raid Afrique, partito da Parigi il 22 settembre.
Il 22 luglio 1972, ad Argenton-sur-Creuse, nel cuore della Francia, venne disputata la prima gara di 2CV cross, una gara su circuito sterrato in cui le piccole Citroën compievano spettacolari evoluzioni acrobatiche. Tale specialità divenne ben presto popolare anche al di fuori dei confini francesi e le gare di quel tipo divennero sempre più numerose.
La 2CV è stata utilizzata anche per altre manifestazioni sportive tra cui un monomarca organizzato in Inghilterra dal BARC, con gare sprint e durata (in particolare una 24 Ore a Francorchamps). In Francia un esemplare è stato preparato per la Parigi-Dakar, ma in quel caso il pilota Jacques Marques ebbe dei problemi meccanici e danneggiò una sospensione dopo un salto, per cui la vettura, soprannominata Bip Bip 2, non riuscì a raggiungere la capitale del Senegal.
Ancora oggi si tengono eventi sportivi riservati alla 2CV, in particolare su tracciati in sterrato o persino in ghiaccio, segno della grande popolarità acquisita dalla 2CV anche in ambito sportivo.

## La 2CV nella cultura di massa

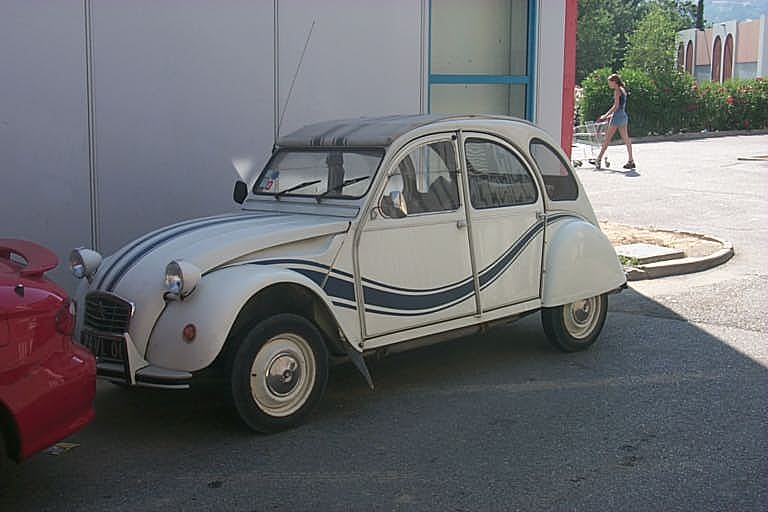
Citroën 2CV, allestimento France 3

Nata per motorizzare un Paese in via di ricostruzione, la 2CV divenne ben presto uno stile di vita, grazie al suo look rétro ma nello stesso tempo assai simpatico, che seppe attirare intere generazioni di appassionati. Ancora oggigiorno la 2CV è un'auto ricordata con molto affetto e nostalgia. Durante gli anni del movimento hippy divenne uno dei veicoli-simbolo dell'epoca, assieme al Volkswagen Bulli e al Maggiolino. In seguito, nacquero numerosi sodalizi legati a questa vettura, ma non solo: con il passare degli anni sono nati anche dei locali di vario genere intitolati alla 2CV.
La 2CV divenne famosa presso il pubblico anche grazie alla sua comparsa in innumerevoli film di successo, tra cui l'episodio di 007 Solo per i tuoi occhi in cui un esemplare giallo veniva utilizzato da James Bond e da Melina Havelock (Carole Bouquet), sopravvivendo a diversi ribaltamenti e permettendo ai protagonisti di sfuggire agli inseguitori: per esigenze di scena la macchina era stata tuttavia equipaggiata con il motore da 1000 cc della GS); la 2CV appare inoltre nei film American Graffiti, La vendetta della Pantera Rosa, come icona di veicolo giovane, economico e "alternativo" in Morire d'amore del 1971, e infine ne Il ragazzo di campagna del 1984 in cui la protagonista femminile Angela guida una versione Charleston.
Inoltre, grazie anche ad alcuni exploit più o meno noti, la 2CV finì per divenire un mito inattaccabile; senza andare a toccare i già citati raid ufficiali, vi fu, ad esempio, il giro del mondo su una 2CV, durato 13 mesi, durante i quali furono percorsi 100 000 km a bordo della piccola vettura. Non mancarono anche alcuni record, come quello della prima auto a raggiungere la punta estrema della Terra del Fuoco in Sudamerica, oppure quello dell'automobile alla maggior altitudine (5.420 metri in Bolivia).
Il cantautore Claudio Baglioni contribuì ad alimentare il mito della Citroën 2CV: la sua "Camilla" è infatti protagonista dell'album Gira che ti rigira amore bello del 1973, apparendo anche sulla copertina. Baglioni riprese questa iconica automobile nel concerto del 6 giugno 1998 allo Stadio Olimpico, dove, durante un medley, girò per lo stadio cantando sporgendosi dal tettuccio della vettura.
Nel 2003 anche la cantautrice Elisa Toffoli utilizzò una 2CV 6 arancione nel videoclip del brano Broken. In molti episodi di Lupin III ambientati a Parigi spesso si intravedono Citroën iconiche, fra queste la 2CV.

### Varianti speciali

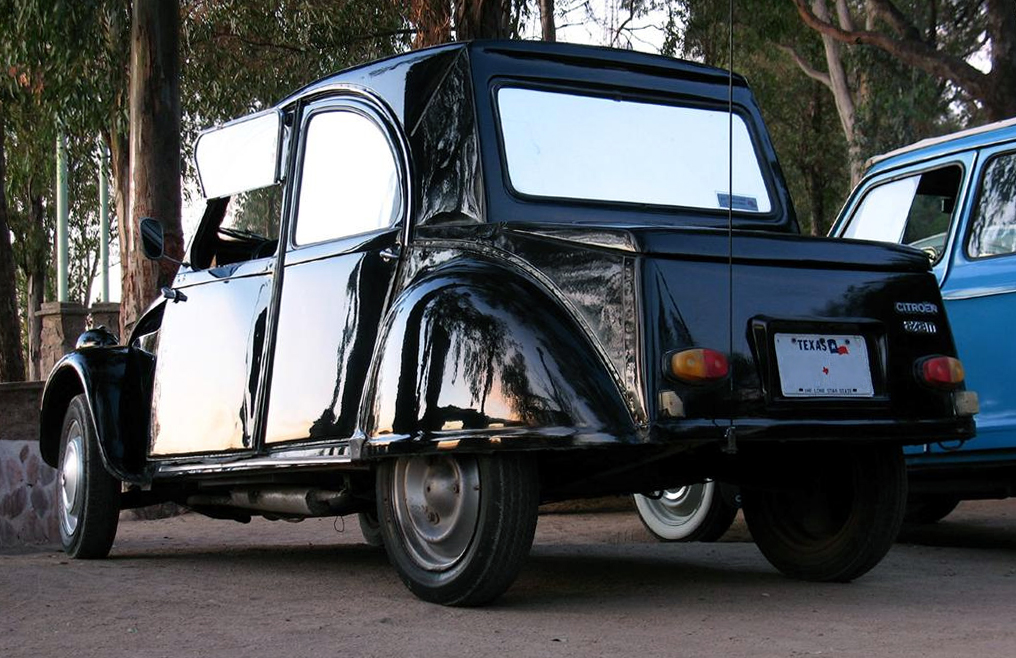
Citroneta

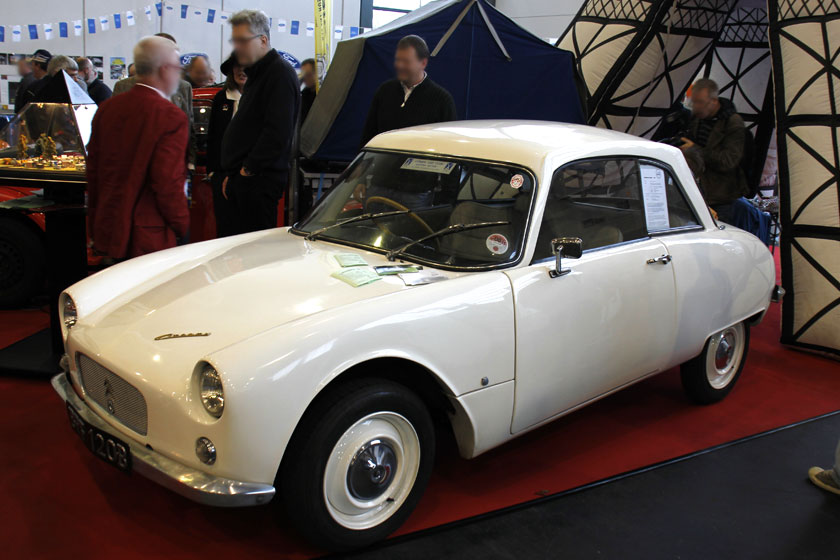
Bijou

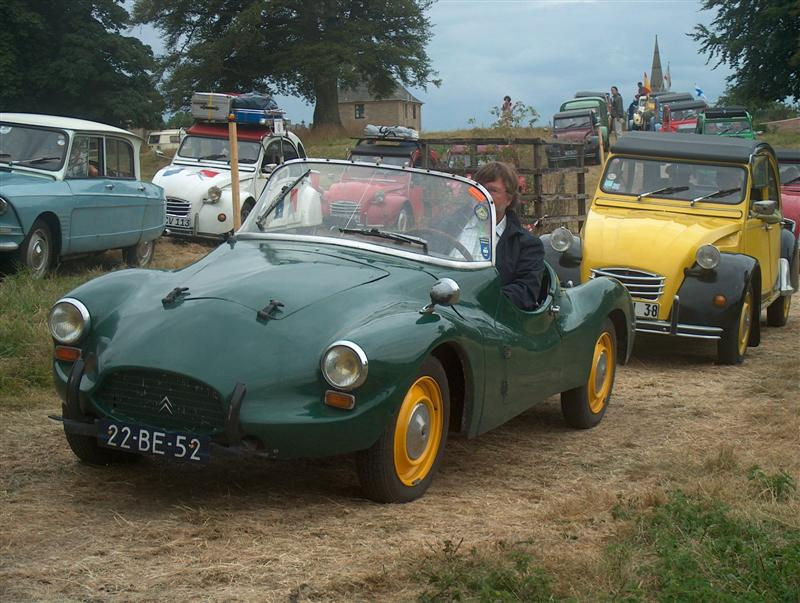
2CV Radar

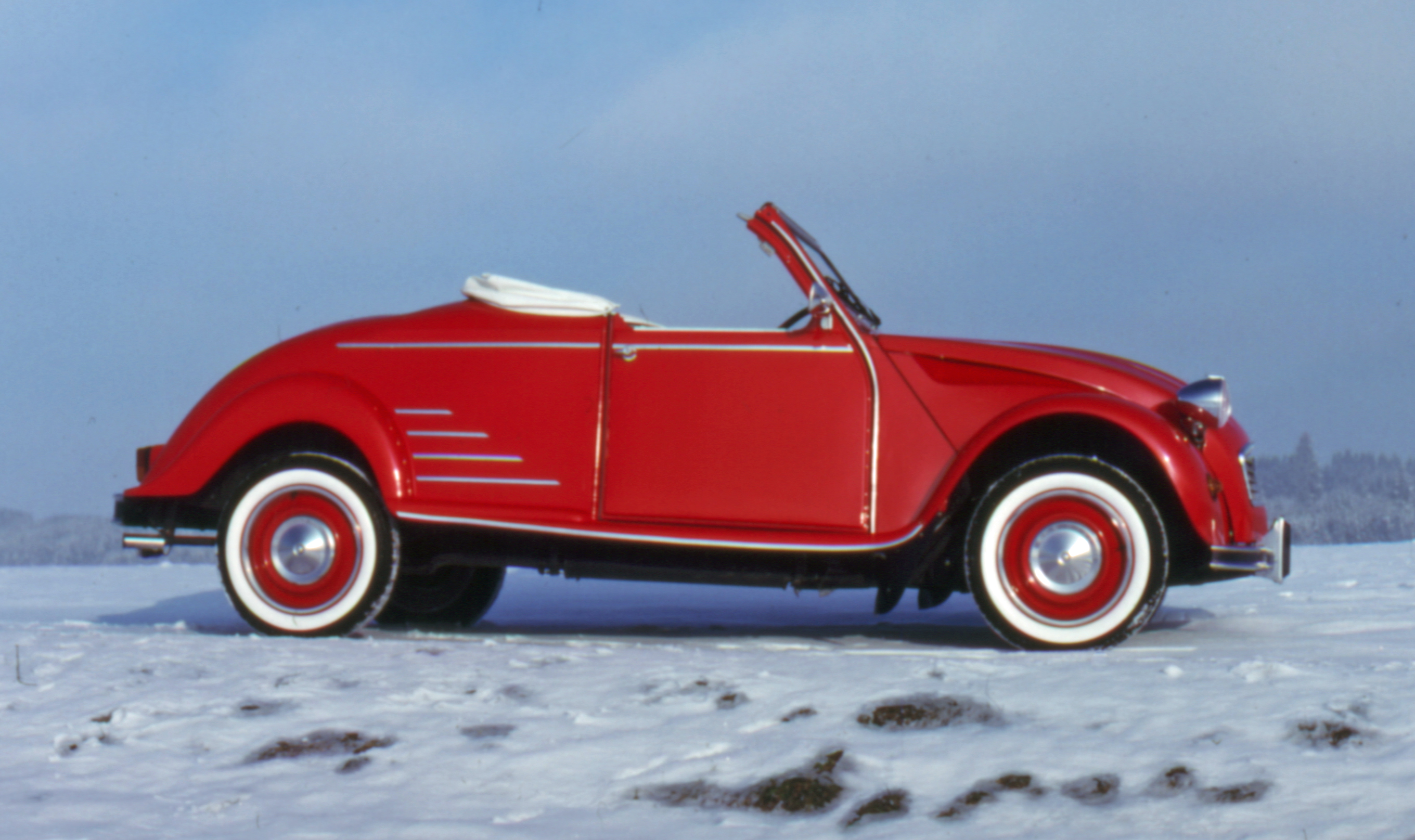
2CV Hoffman Cabriolet

A parte la 2CV Sahara, di cui si è già parlato, sono esistite altre particolari varianti della 2CV, sebbene queste non siano mai state comprese nel listino ufficiale della Casa:
Berlina
- 3CV: si tratta in pratica della 2CV 6 prevista per il mercato argentino. Venne prodotta fino al 1979.
- Citroneta: in generale, questo termine identifica le 2CV prodotte in Sudamerica, ma in particolare va ricordata una curiosa trasformazione della popolare utilitaria francese, che prevede un'inedita carrozzeria berlina a quattro porte e a tre volumi, e spesso con una ruota di scorta fissata a vista sulla coda. Prevista per i mercati del Cile e dell'Argentina. Mentre la base meccanica veniva prodotta in Francia, la carrozzeria venne realizzata in Sudamerica. Il motore è il bicilindrico da 425 cm³ e da 12 CV di potenza massima. La Citroneta venne prodotta per vent'anni, dal 1953 al 1973, e raggiunse un'enorme popolarità nel mercato interno.

Coupé
- Dagonet: si tratta di una 2CV con carrozzeria coupé che trae origine dall'esperimento effettuato dal carrozziere Jean Dagonet, il quale costruì sul telaio della 2CV una carrozzeria più profilata e leggera, a tal punto da riuscire a impiegarla in alcune competizioni. In seguito, con il suo ritiro dalle corse, Jean Dagonet vendette la licenza ad alcune piccole ditte francesi, la Umap e la Raf.
- Bijou: coupé su base 2CV con carrozzeria in vetroresina prodotta in soli 207 esemplari per il solo mercato inglese a partire dall'ottobre 1959, quando fu presentata al Salone di Londra. Assemblata nello stabilimento di Slough, montava alcuni componenti della DS, come il volante a una razza. Non incontrò il successo sperato a causa delle prestazioni troppo modeste.

Cabriolet
- Radar: cabriolet su base 2CV con carrozzeria in fibra di vetro prodotta a tiratura limitatissima (solo 25 esemplari) tra il 1958 e il 1959.
- Hoffmann: cabriolet su base 2CV con carrozzeria in fibra di vetro e acciaio inossidabile (~1600 esemplari).

Pick-up
- Pick-Up: questa variante non ufficiale della 2CV fu voluta dalla Royal Navy per poter essere utilizzata come supporto a un programma di missioni in Malaysia a partire dal 1959. Questa 2CV fu costruita in due piccole serie: la prima, di 35 esemplari, venne costruita tra il 1959 e il 1960, mentre la seconda, di altri 30 esemplari, venne assemblata nel 1961.
- Citrovega: destinato al mercato argentino, questo pick-up su base 2CV è simile a quello descritto precedentemente. Un altro pick-up, sempre su base 2CV, venne previsto anche per il mercato cileno.

Altre configurazioni
- Saipa: le Saipa furono le 2CV prodotte per il mercato iraniano: contrariamente alla 2CV europea, la Saipa esordì in configurazione furgonetta. Tale modello esordì nel 1968 e si basava sulla AK350 commercializzata nel Vecchio Continente. Successivamente arrivò anche un'inedita versione giardinetta.
- Bedouin: simile alla Méhari nell'impostazione come vettura da tempo libero, in realtà si conosce molto poco di essa.

### Serie limitate
Dalla seconda metà degli anni settanta, allo scopo di restituire freschezza all'immagine della 2CV progettata 40 anni prima, venne presa la decisione di affidare a Serge Gevin, designer del centro stile Citroën, di creare l'allestimento speciale Spot che, visto il successo, fu il primo di una lunga serie, comprendente gli allestimenti Charleston, James Bond 007, Màrcatelo, France 3, Dolly, Cocorico, Sauss Ente e Perrier.

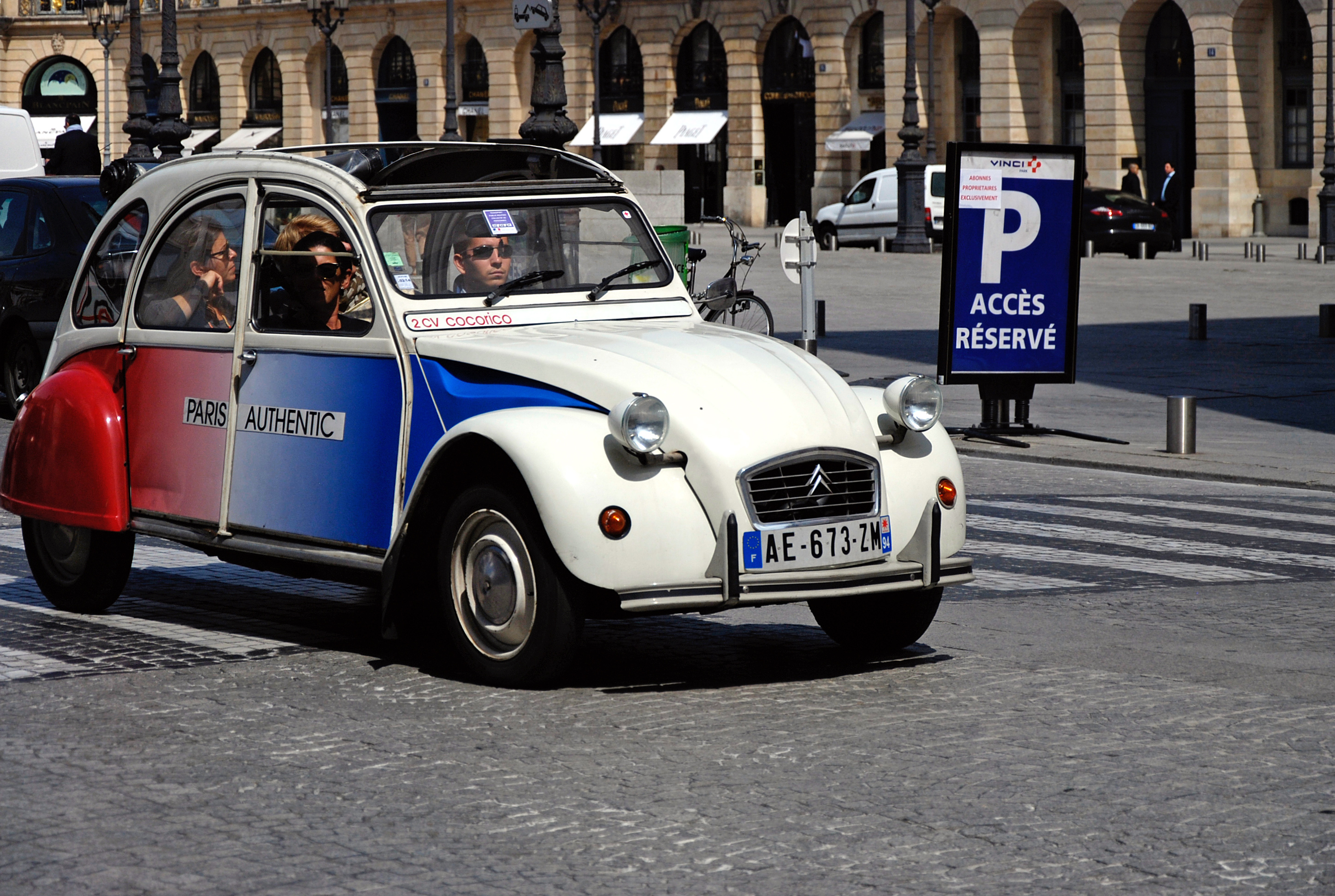
Una 2CV Cocoricò

- Spot: commercializzata dal 10 aprile 1976, si caratterizzava per la carrozzeria bicolore bianco-arancio (blanc Meije - orange Ténérée) con interni e capote che riprendevano le stesse tonalità e con l'aggiunta di un telo parasole per la parte anteriore del tetto. I lotto dei 1.800 esemplari realizzati, andò esaurito in breve tempo;

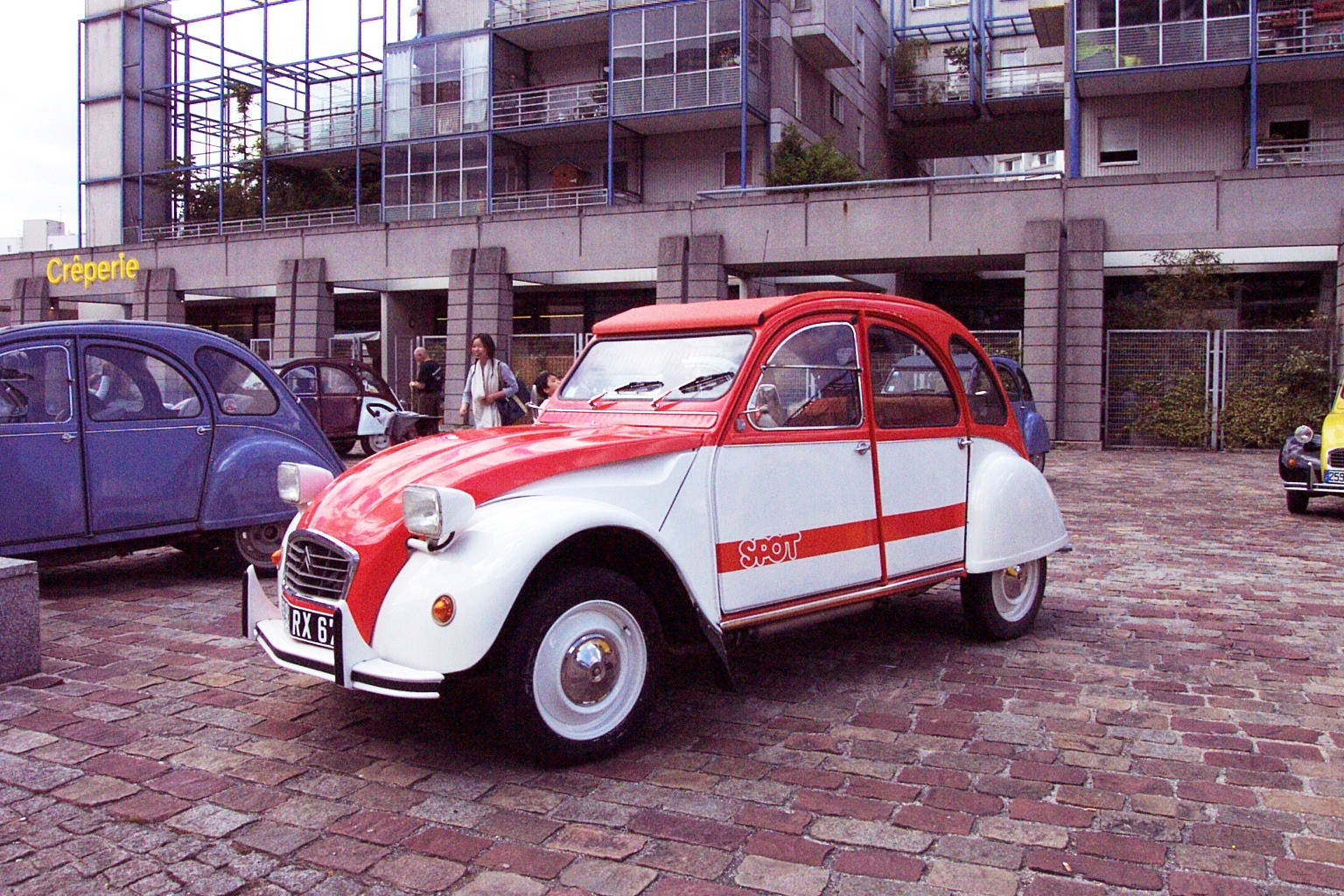
Una 2CV Spot

- Charleston: per il Salone dell'automobile di Parigi dell'ottobre 1980 venne approntato l'allestimento "Charleston" con verniciatura bicolore nero-bordeaux (nero - rosso delage) e filettature bianche. Riprendeva i temi stilistici degli anni trenta, sottolineati dai tessuti interni pied de poule e dalla denominazione dedicata al ballo di moda all'epoca. Visto il precedente successo, si pensò di aumentare la tiratura a 8.000 esemplari che, tuttavia, risultò inadeguata alla domanda. Nel 1982 la Citroën decise di mettere l'allestimento "Charleston" in listino, ove rimarrà fino al termine della produzione, aggiungendo le nuove colorazioni nero-giallo e bi-grigio. Nel 2008 è stata lanciata una variante Charleston della Citroën C3 Pluriel con la classica colorazione nero-bordeaux;

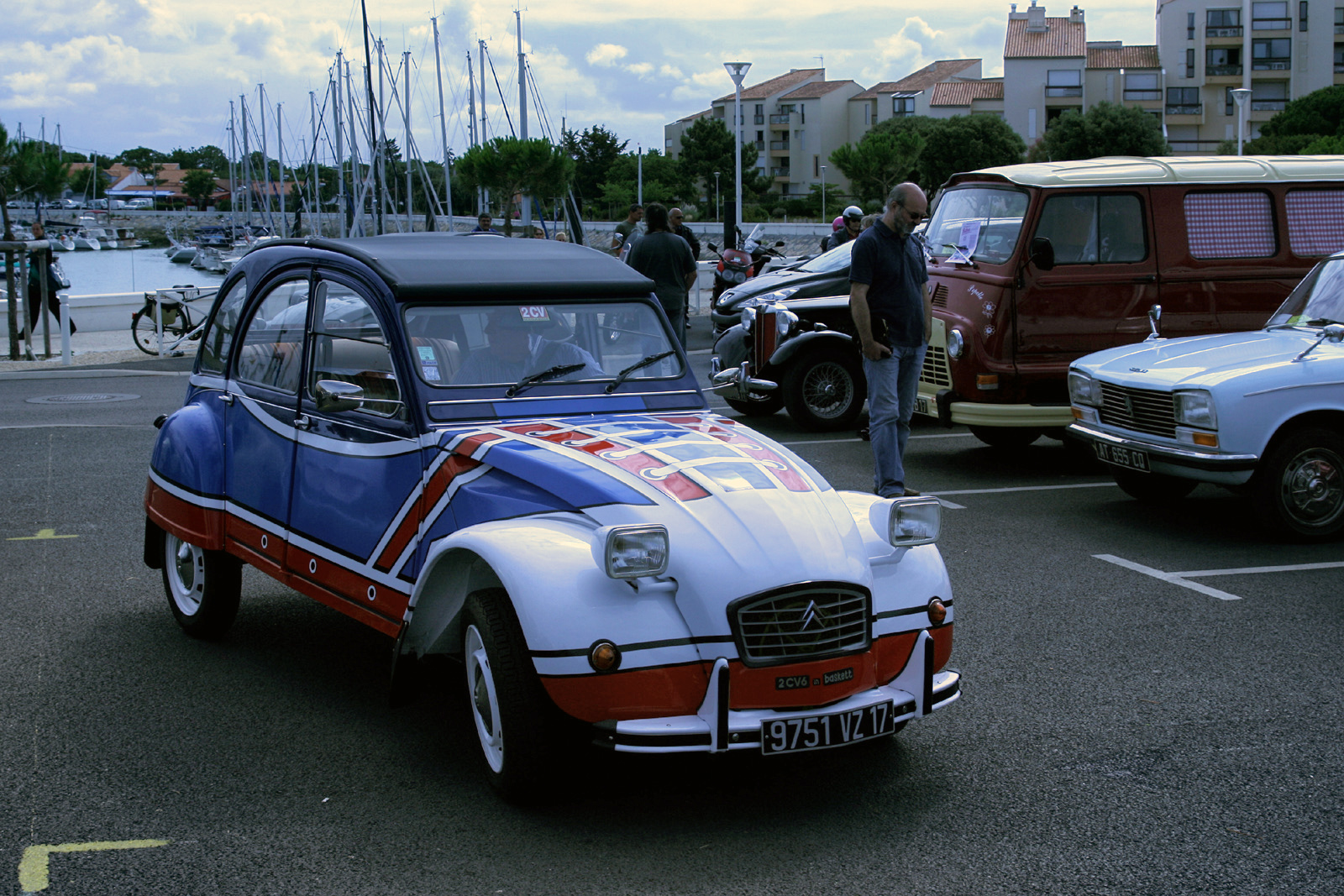
Una delle due Citroën 2CV Basket del 1977.

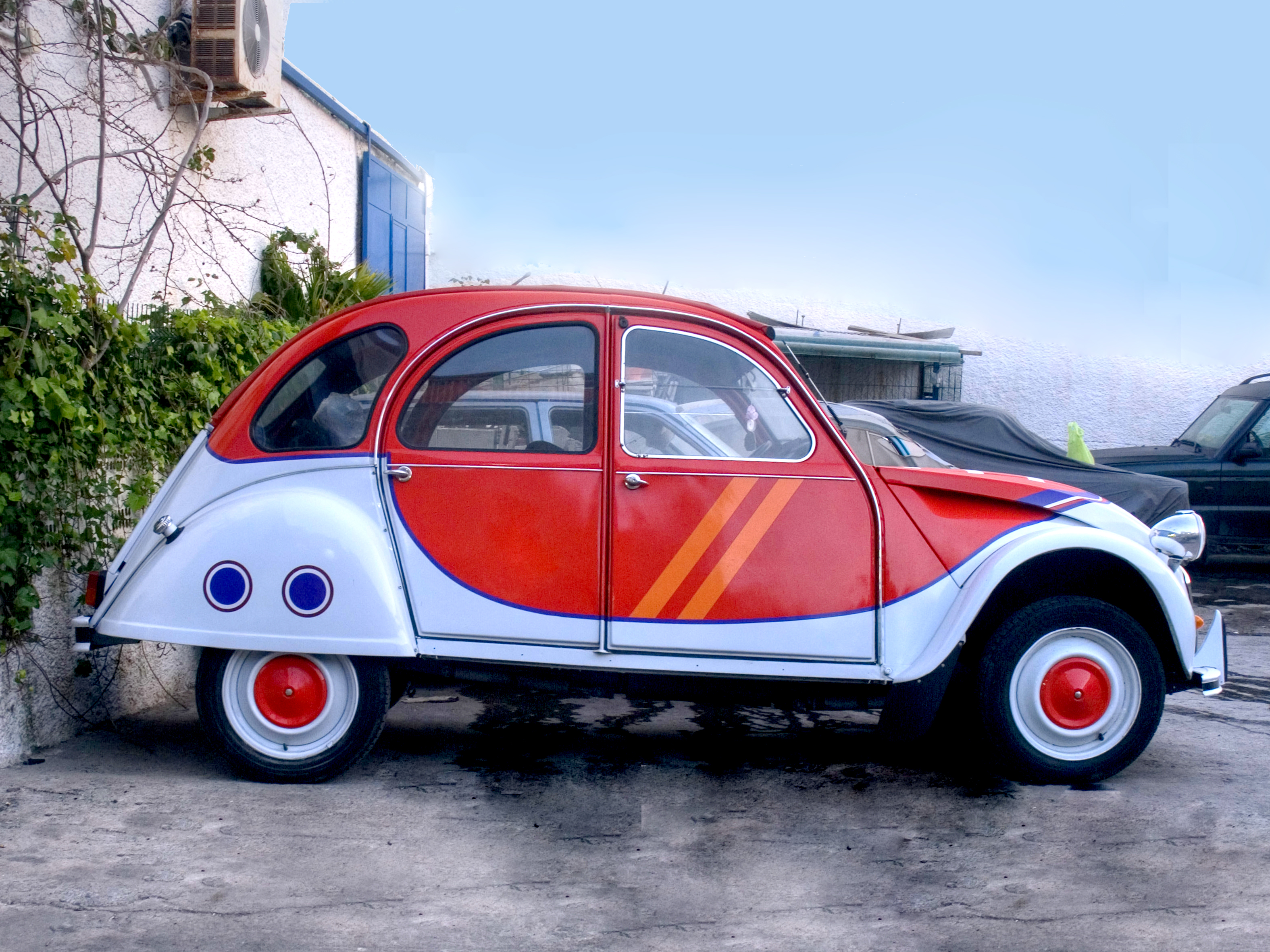
Una Citroën 2CV82 Màrcatelo del 1982.

- Màrcatelo: assemblata negli stabilimenti spagnoli della Citroën nel 1982 per celebrare il campionato del mondo di calcio, la grafica della carrozzeria riproduce una scarpa da football ed è caratterizzata dalla numerazione sul cofano posteriore, con la sigla 2CV82. La tiratura fu inizialmente prevista in 500 esemplari, poi ridotti a 350 per carenza di ordinativi. La grafica riprende quella della Basket, un allestimento realizzato in soli 2 esemplari nel 1977, ideato da Claire Pagniez, una studentessa della scuola di arti figurative Camondo di Parigi;
- James Bond 007: nel 1982 venne proposto l'allestimento conseguente al film Solo per i tuoi occhi, appartenente alla saga James Bond, nel quale veniva utilizzata una 2CV gialla (jaune Helios AC 336) in spericolate acrobazie. La versione, realizzata in 700 esemplari, è colorata nell'identica tonalità di quella del film e dotata di adesivi riproducenti il logo "007" e i fori delle pallottole.
- France 3: in seguito alla sponsorizzazione del veliero "France 3", concorrente all'America's Cup, nel 1983 la Citroën approntò l'omonimo allestimento, anche venduto sui mercati esteri con la denominazione Beachcomber o Transat; quest'ultima per il mercato italiano. Verniciata di bianco con bande decorative blu, questa versione fu complessivamente costruita in 4.000 esemplari;

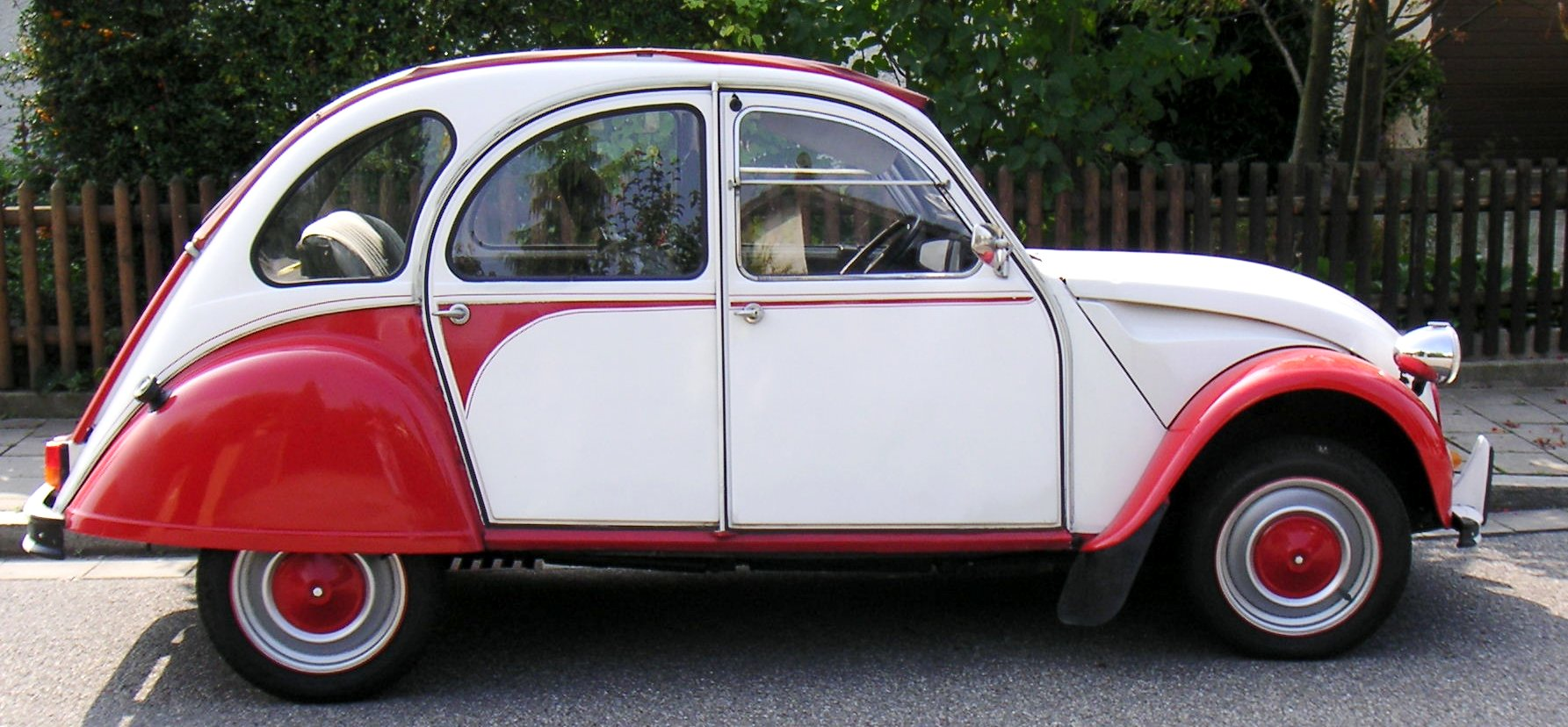
Una Citroën 2CV Dolly 2ª serie del 1986.

- Dolly: nel 1985 viene presentata la versione Dolly, prevalentemente rivolta a un pubblico femminile, che si distingueva per la verniciatura bicolore grigio-bianco, grigio-giallo o grigio-rosso e gli interni in panno grigio. La prima serie di 3.000 esemplari andò esaurita in pochi mesi e venne realizzata, nel 1986, una serie aggiuntiva con le nuove colorazioni bianco-rosso, bianco-verde, giallo-bordeaux e giallo-blu, in 2.000 esemplari;
- Cocorico: pensata per celebrare la partecipazione della nazionale francese alla Campionato mondiale di calcio 1986, la "Cocorico" era verniciata in bianco con le fiancate blu nella parte anteriore e rosse in quella posteriore, oltreché dotata di adesivi inneggianti la squadra. La nazionale francese venne però eliminata prima della finale e così gli adesivi furono eliminati. I mille esemplari costruiti vennero distribuiti esclusivamente sul mercato nazionale;
- Sauss Ente: prodotta nel 1987 in soli 1000 esemplari, presenta un aumento della "potenza del motore" ed è dedicata al mercato tedesco. È di colore verde bamboo, ha sedili rinforzati con poggiatesta e presenta decalcomanie di una "papera scattante" con la scritta da 0 km a 100 km in 59 secondi;
- Perrier: l'ultimo allestimento speciale, la Perrier del 1988, è contraddistinto dalla verniciatura bianca, dalla capote verde e dotata di un piccolo frigo con capienza di sei bottiglie. Dedicata alla nota marca di acque minerali, si distingueva per gli interni verdi, i pannelli grigi con logo della Perrier, i copricerchi in plastica grigio metallizzato a tutta ruota, l'adesivo posteriore "Perrier" e l'adesivo riproducente una rivo d'acqua lungo tutto il cofano anteriore, terminante in una statuetta di resina raffigurante uno scimpanzé che impugna una mazza. Costruita in 1.000 esemplari, la Perrier venne commercializzata esclusivamente in Belgio e Lussemburgo;
- Hermès: nel 2008, per celebrare il sessantesimo anniversario della 2CV, al Salone dell'Automobile di Parigi è stata presentata la 2CV by Hermès. Basandosi su una 2CV Special del 1989, la celebre casa di alta moda francese, oltre alla scelta del colore della carrozzeria, ha rielaborato, in chiave extra-lusso, gli interni dell'auto, con abbondante uso di pelle pregiata[5].